# 太子站襲擊事件
「8‧31」太子站襲擊事件，又稱太子站流血事件、太子站恐怖襲擊或「831」事件，是2019年8月31日晚發生於香港九龍旺角太子站，反修例示威者与数名乘客发生口角及動武，直至大批防暴警員及特別戰術小隊成員（速龍小隊）衝入太子站月台及列车车厢，以警棍及胡椒噴霧等武力执法过程及后续事件。此事件被认为是推动反修例运动继续的原因之一。
事件後車廂及月台一片狼藉狀況恐怖，有人在混乱中受伤，有的頭破血流，伤者包括一名儿童。在車廂中两對被袭击的男女跌坐在地，其中一人仍继续被警員噴射胡椒噴霧。監警會報告指出，該對男女乘客已於列車駛到油麻地站時被捕。
警方在此事件中的行動被批評是無差別攻擊市民，或过度使用武力，有人將事件視為「元朗襲擊事件的警察版」，有人形容香港警察是「恐怖分子」，也有人支持警方執法。
警方解释当晚有暴力示威者破坏车站后转移到太子站，警方收到港铁要求，又收到站内争执的999召唤，因此派警前往支援，她提到有示威者换衫为普通市民，但他们有專業能力分辨暴力示威者與普通市民。警方不同意进站是为了打人的说法，强调是「有示威者拿长物或伞攻击警员，警方是用相对的武力制伏他们」，此说法受到质疑。
同时，2021年5月監警會的審視報告中，沒有提及警方有否使用過度武力，僅接獲一宗須匯報投訴，其餘8宗涉及不當使用武力、警員在太子站內的處理手法、妨礙救護主任進入車站、在月台上過度使用武力以及更改受傷人數等均無需提交監警會。

## 背景与經過
8月31日，这天是中华人民共和国全国人大常委会关于香港行政长官普选问题和2016年立法会产生办法的决定 （「八三一决定」）的5周年，该决定引发了「雨伞运动」，而运动的诉求最终被拒绝。民间人权阵线的游行申请被警方以公众安全为由拒绝，但还是有示威者自发游行。入夜后，多区发生激烈的警民冲突。

### 从旺角站到太子站
晚上10時32分左右，约百名示威者於旺角彌敦道設路障、纵火被警方驅散，部分示威者进入港鐵旺角站大堂。有示威者在旺角站用雨傘、锤子等破壞設施，包括車票售賣機、閘口、閉路電視鏡及車站控制室等。港鐵要求警方協助。當警方到達現場后，20多名示威者搭乘開往太子站的地鐵離開。

### 两批乘客口角及動武
晚上10時42分至53分，太子站L3层觀塘綫往調景嶺方向的3號月台列車（A167/A168）車廂內，示威者與数名中年乘客發生口角，有人尝试劝和无果。期间，有示威者指责两名乘客向記者施襲，並向示威者起腳作勢。雙方隔著打開的車門互罵，互掟水樽、雨傘等，有中年乘客取出金屬鎚仔揮舞，示威者冲入车厢反击。之后示威者退出车厢，取出滅火器向内喷射，列車內白煙瀰漫，部分乘客继续留在车厢内对峙。
晚上10时45分，港铁向警方报案。10时48分，港鐵廣播呼籲乘客撤离。
2021年11月10日一宗被定罪的太子站暴動案審訊案情顯示，有示威者當時於旺角站衝入一架開往太子站的列車，因有示威者阻礙車門關閉而與乘客爭執，他們向其中一名乘客叫罵，有片段拍攝到該名男乘客遭人掌摑。當列車抵達太子站，示威者在月台，近距離挑釁指罵的其他乘客，該乘客其後車廂內遭箍頸及以雨傘戳頸致刮傷。被告曾用拐仗不停敲打地面，粗言穢語命令其他乘客走出車廂。期間車廂外一名女子，拍摄中被示威者奪去手機并扔到月台，过程令其无名指骨变形。
2022年11月的一宗案件显示，有報稱受襲的男乘客承認當時曾取出𠝹刀，又曾把一名女記者推出車廂。他解釋當時只是檢查刀鋒是否收妥，但剛好黑衣人衝入車，並搶走其𠝹刀。他又質疑女記者與黑衣人是「同黨」、兩者「串謀」，批評她單方面拍攝，「黑衣人影都唔影」。辯方質疑男乘客推記者的行為令雙方衝突開始，取𠝹刀具挑釁性，他表示不同意。第三被告表示曾經籲黑衣人冷靜惟不獲理會，黑衣人其後敲打車門並向車廂擲物，一名藍衫中年漢則取出鎚仔打向黑衣人。他感憤怒因認為對方行為可「打死人」，於是質問及指罵對方「你冇嘢呀，出鎚仔？」，他又供稱曾把雨傘擲在地上，希望分隔黑衣人及乘客兩方，以「製造緩衝區」，亦一度勸黑衣人冷靜，但不獲理會。他打算離開太子站時，目睹一名女子被黑衣人包圍並說「唔好影」。他又上前勸黑衣人冷靜、停止包圍女子，但有人從女子手中搶走物件再拋走。他見該女子在混亂間跌倒在地，又被撞跌眼鏡，他欲衝前分隔雙方，但被人拉著。最後他目睹女子向前步行，他亦離開太子站。

### 警察进入月台和車廂
晚上10時50分左右，綜合無線新聞 ，梁柏堅，香港蘋果日報，東方日報，香港01，香港獨立媒體，SocREC記者現場直擊及多部網上片段所述，當时有穿著黑衣的示威者在月台換衣服， 喬裝成普通乘客，有人撐開雨傘遮擋其他正在更衣的示威者。部分站內閉路電視这时被破壞。

特別戰術小隊成員和防暴警察衝入列車內

特別戰術小隊成員在太子站月台手持Penn Arms GL-1 Compact（L140-4）40毫米海綿彈發射器瞄準在地鐵內以雨傘陣阻擋的示威者或市民（有意見認為這是無差別襲擊）

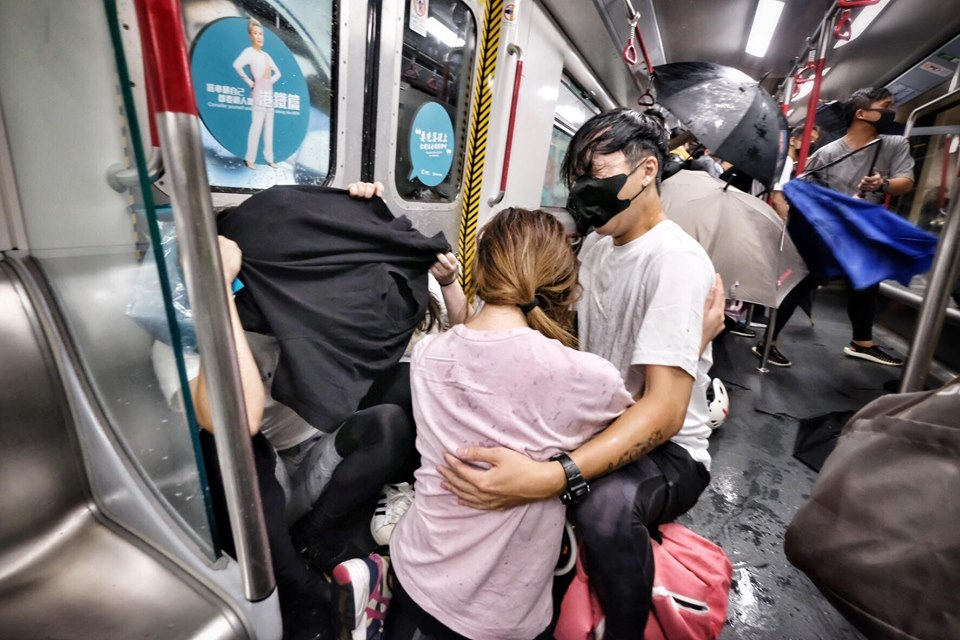
車上有人被胡椒噴霧噴中後相擁嚎哭

晚上10時50分，警方派约200名警員進站处理事件。50分至52分间，999控制台接到市民报案。約在同一時間，警方要求港鐵暫停太子站所有列車服務。晚10時53分，港鐵決定疏散太子站內人士，並廣播要求所有乘客立即離開。
晚上10時56分，防暴警察进入太子站L3层月台和列車，以警棍及胡椒噴霧等武力手段制伏或袭击在場疑似示威者或疑似乘客。根据视频与其他乘客描述，即使沒有作出挑釁性行為或反抗，亦被警員攻击。在4号月台荃湾线列车车厢里，部分示威者面对警察举起伞墙抵挡喷雾，被警察以警棍袭击。过程中两對被袭击的男女示威者跌坐在地，其中一人仍继续被警察噴射胡椒噴霧。视频显示，这四人并没有被马上拘捕。
晚上11时04分，L3层4号月台荃湾线列车车门关闭，驶向油麻地站。列车内急救員阿謙表示他们负责的三名伤者全部后脑流血。
據監警會報告綜合傳媒報道及警方解釋，幾名警務人員進入停靠在 4 號月台的列車車廂採取執法行動，部分示威者反抗，以雨傘及其他利器攻擊警務人員，警務人員使用警棍及胡椒泡劑還擊，多名示威者撤退至車廂盡頭，並打開雨傘作為屏障，而部分示威者與幾名警務人員發生衝突。在衝突中，警務人員成功制伏停靠在 4 號月台列車車廂內的一對男女。不過，警務人員發現有另外兩名暴力示威者（一男一女）躲藏在上述男女的身後，並極力反抗拘捕。因此，警務人員使用所需的最低程度武力去制伏這兩名示威者。然而，當時列車車門突然開始關閉。如果警務人員被困在車廂內，人數肯定不及示威者。因此出於安全考慮，警務人員即時從列車車廂撤退。 列車車門關上後，列車隨即駛離月台。晚上 11 時 18 分，警方增援到達油麻地站，並找到涉事列車進行查問。經查問後，警務人員在列車上拘捕十人，其中包括早前在太子站列車車廂內被警務人員控制的該對男女。

### 封锁车站并围截拘捕
晚上11时10分，港铁宣布因警方行动全面关闭荃湾线与观塘线。晚上11时30分，太子站內的警方在拘捕过后要求在月台的記者離開，强调站内是罪案現場。部分记者被挡在站外。
部分警員包抄太子站L3层4号月台扶手電梯（荃湾线往中环方向），乘客被圍截無法離開。有一人在电梯附近被捆绑后尝试逃脱，引起警方强烈反应，波及电梯下半段被围人士，警員使用警棍袭击人士，並對尝试躲避的市民施放胡椒噴霧。根据视频和报道，至少35人在L3層扶手電梯踎低等候被捕。
凌晨12时17分，一名女督察宣布以非法集結罪名拘捕眾人。之后被捕人士陆续被带上L2层，登上荃湾线往荃湾方向列车尾。
当事人梁耀霆回忆称當日单纯路过事发地点却被警方拘捕，当在電梯上踎低時，警員仍然用警棍襲擊及踩踏被捕人士手臂及頭部。他最终在被拘留48小时后无条件释放。

### 有关拒絕救援的质疑
列車接著不停旺角站，駛至油麻地站时，有四名傷者下車，之后全部送往广华医院。防暴警察下至月台驱赶示威者，有急救員在表明身份情況下被扣留。在场的急救員阿謙表示警方没有阻止救援。
有急救員在站鐵閘外举「阻礙救援違反國際人道法、觸犯人道法屬嚴重刑事罪行」横幅哭求入站救助傷者，警察回复“不需要”。晚上11時43分，有3名急救員在站內前往月台的樓梯中，被防暴警察扣留并要求面壁，不得靠近傷者。
救護車和消防處流動指揮車到達太子站外，啟動大量傷者才會出動的分流措施，但遲遲未能入站處理，警察更在不同時間至少兩次對請求入站救傷的消防處救護員聲稱「站內沒有傷者」並拒絕他們進入；後來在警方評估下將傷者用特別列車運至其他站再送上救護車，總共花了約2.5小時才將傷者送往醫院。
對於有關公眾質疑，監警會根據消防處紀錄指出，第一批救護員（見習救護主任及其隊員）於晚上11時14分到達B1出口，駐守鐵閘的一名警務人員向見習救護主任表示，車站內無人受傷。雙方溝通後，見習救護主任於晚上11 時30分（ 16 分鐘後） 進入車站，見習救護主任進入太子站之前，車站內已有19名消防員在場，為站內傷者提供急救。監警會認為：「從太子站內發生的事件時序來看， 沒有任何跡象顯示警方故意拒絕救護員進入車站。......當然，理想的做法是當救護員一到達門口就立刻獲許進入車站。而警務人員最初提供的資訊， 即站內沒有傷者， 是不正確的。」

### 市民抗议
當晚有大批市民不滿警察衝入列車無差別打人，包圍附近的旺角警署，眾多車輛鳴笛抗議，持續至9月1日凌晨5時多。據監警會報告引述警方，在晚上11時41分，有超過100人在太子站外聚集。在凌晨零時36分，大約有800名暴力示威者在太子站附近聚集。

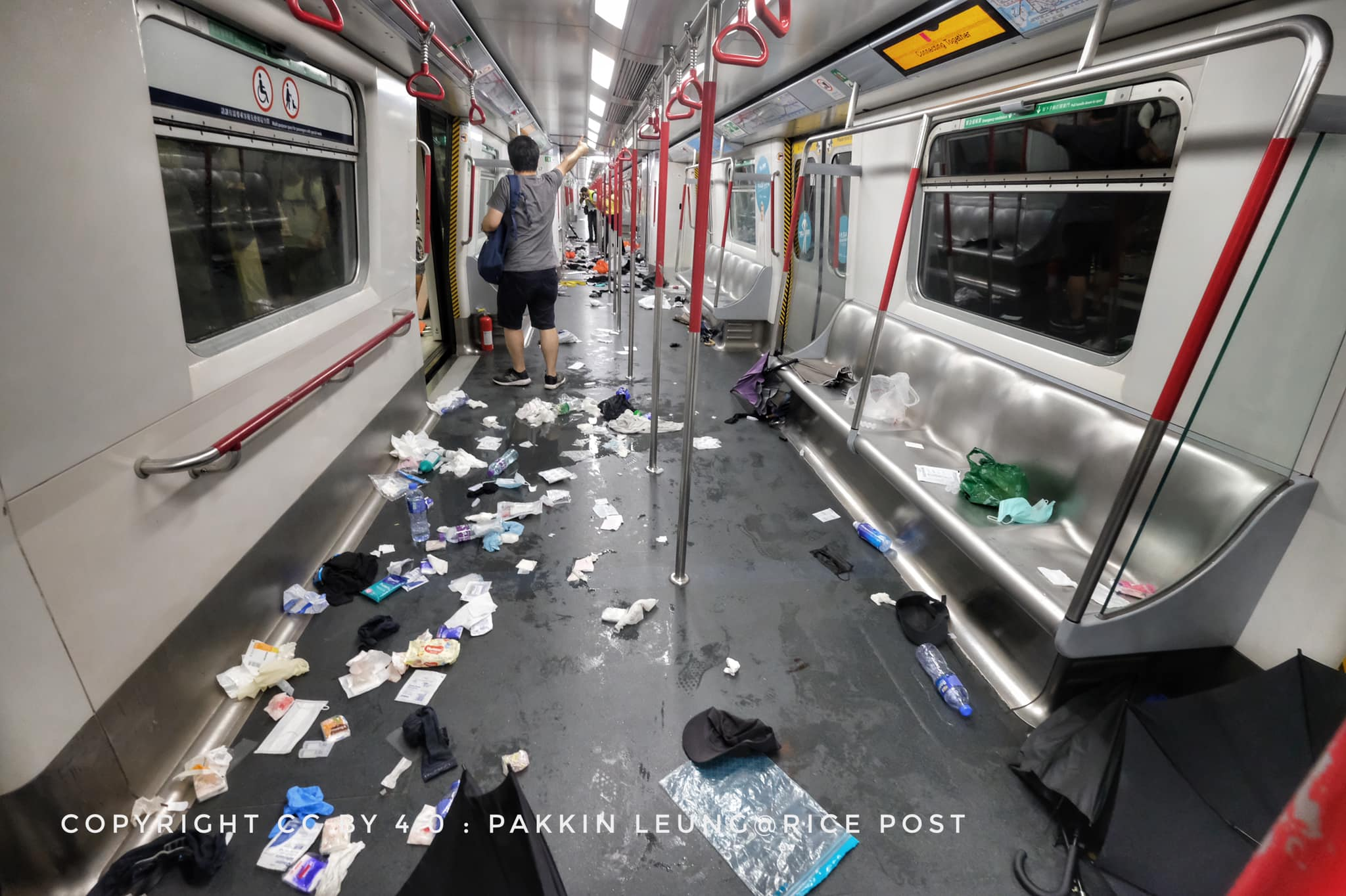
列車內一片凌亂，布滿紙巾和紗布
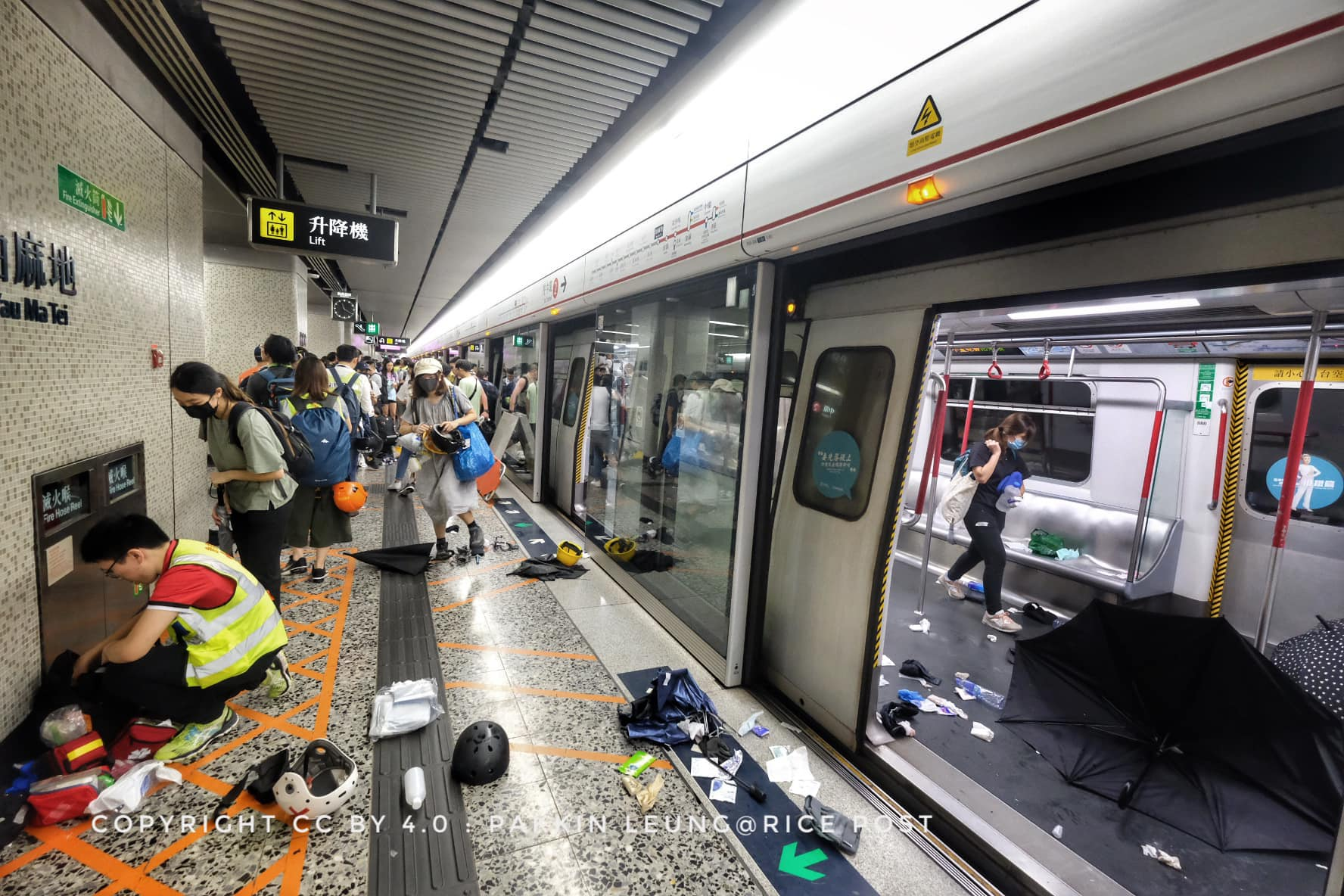
列車駛至油麻地站，急救員準備物資
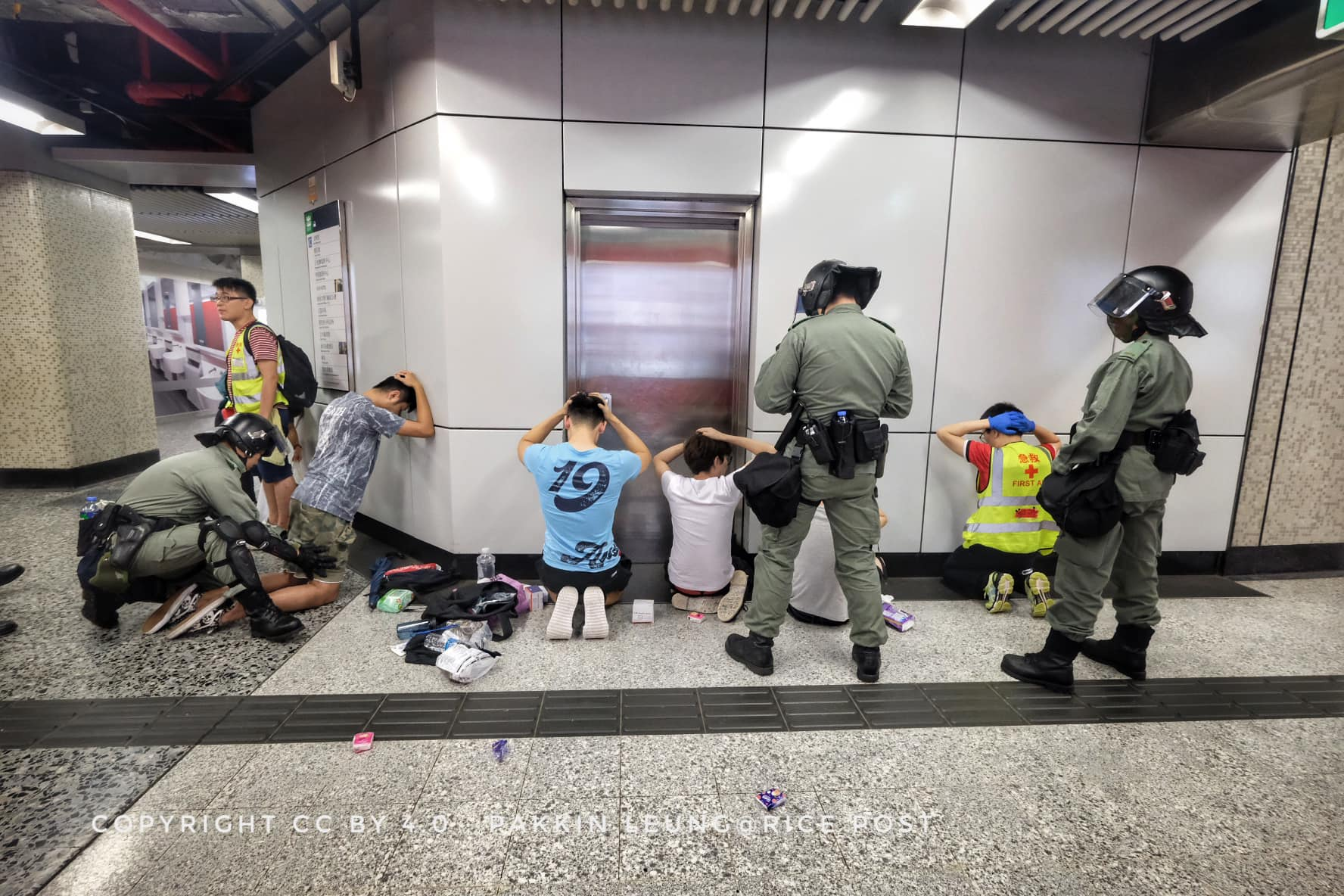
市民和急救員跪地接受搜身
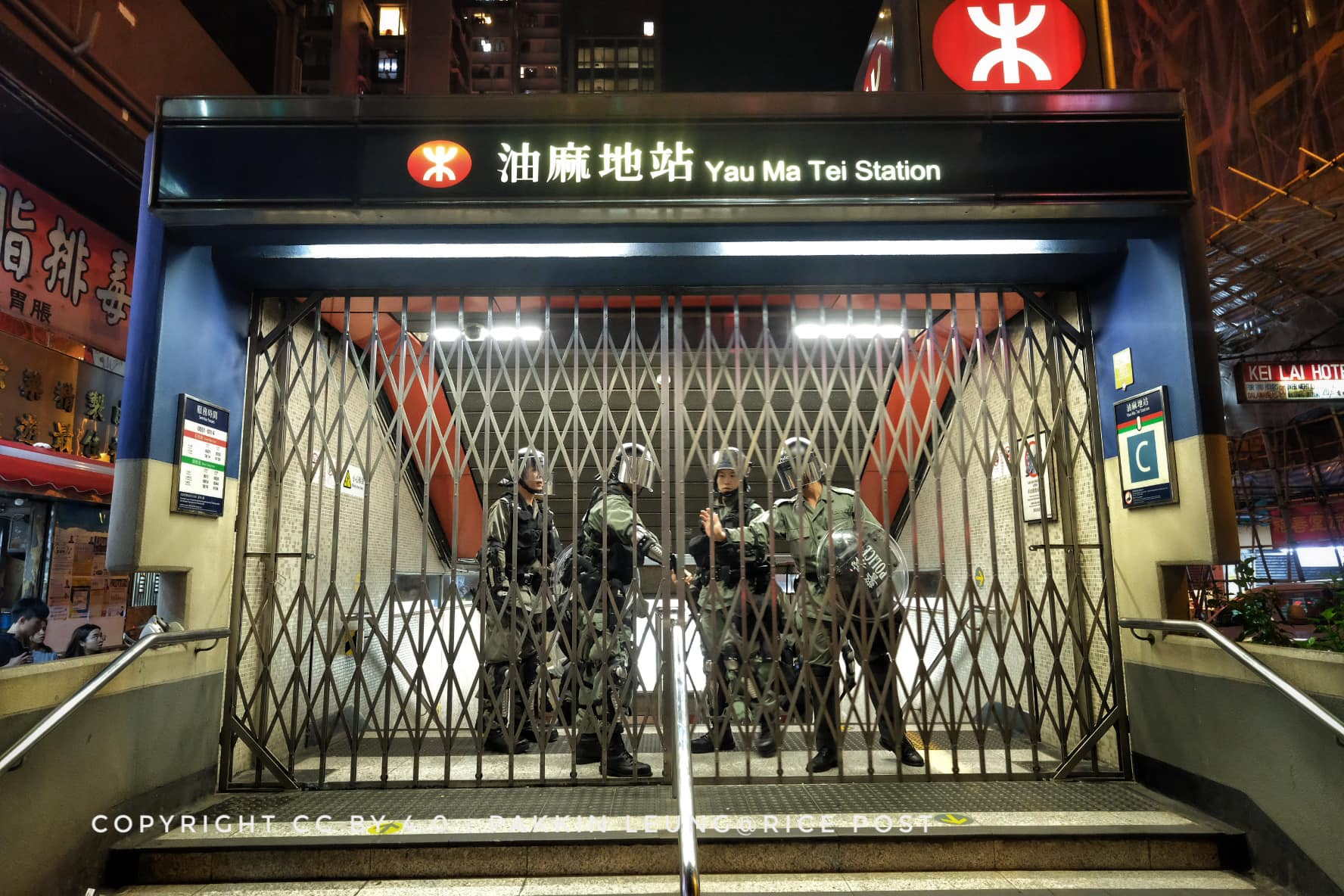
防暴警察關閉油麻地站站出口
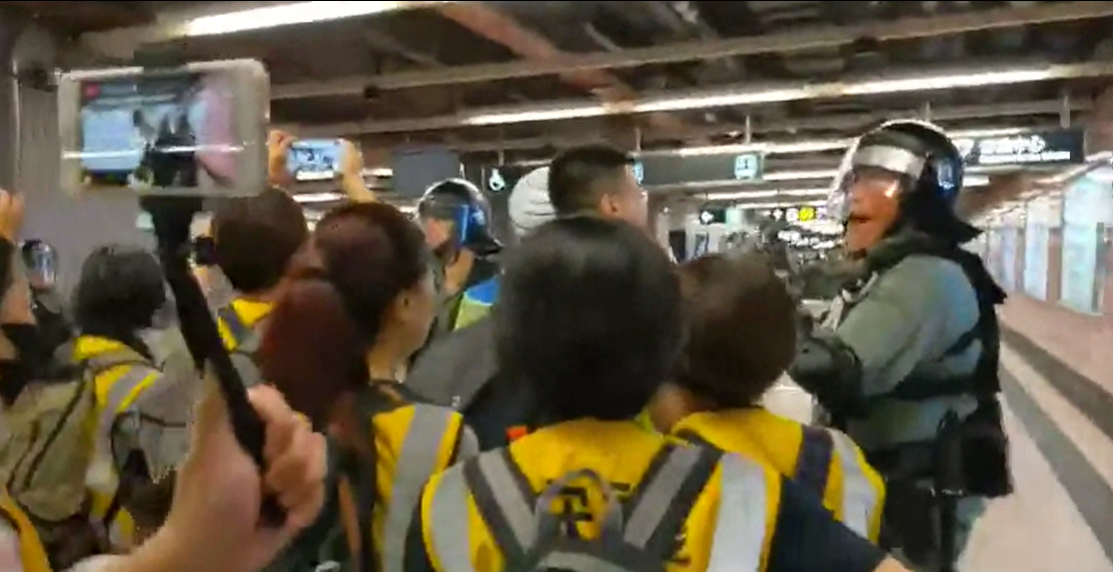
防暴警察在站內要求記者離開

## 拘捕和受傷
9月1日凌晨3时15分，警方在记者会表示在太子站以「涉嫌參與非法集結」「刑事毀壞」「阻差辦公」为由共拘捕40人。当日18时，警方在记者会表示在太子、旺角及油麻地站的拘捕行動共拘捕63人，包括54男9女，年龄在13-36岁。
截至2021年8月31日，警方就8月31日事件共拘捕69人，包括在旺角區拘捕1人，在太子站拘捕52人，在油麻地站拘捕10人，在太子站附近街道拘捕1人，以及事後拘捕5人，年齡13至45歲不等。其中有8人被正式起訴暴動、非法集結、刑事毀壞、管有攻擊性武器、搶劫等控罪。
當中一名33歲文員被裁定在公眾地方藏有攻擊性武器、無牌管有無線電通訊器兩罪罪成，被判監禁1年及罰款5000元。一位在事件中最年輕的13歲被告，承認各一項非法集結及管有攻擊性武器罪，被判入教導所。一名22歲學生承認兩項暴動罪，被判監禁40個月，且為事件中首宗暴動罪罪成。同案其餘3名20歲至24歲的男學生被控暴動、非法集結、刑毀等罪名，他們均否認空置，案件排期至2022年10月24日開審。另外法庭就兩人缺席首次提堂發出拘捕令，包括被誤傳失蹤或死亡的「韓寶生」，並已離港赴英的王茂俊。
截至2019年9月2日早上，醫管局表示有46人送院，19人留院，5人情況嚴重、14人情況穩定。而據鏗鏘集Facebook專頁表示，此事件中有最少10名傷者現場送院，其中有3名因消防處接報指是打架受傷，故未計算在事件中。
當晚被警打穿頭，並被捕的文憑試考生李同學表示當日有警員在站內打穿頭至腦震盪，平日在街上行走都會突然頭暈。醫生表示只能服藥處理。他認為武力並不合理，並民事入稟時任警務處長盧偉聰索償。而事隔一年警方仍未有證據起訴，批評警方濫捕。

## 法庭案件
至2023年8月底，共有22人被控在太子站參與暴動、非法禁錮及襲警等罪，其中6人已判刑，5人被判處監禁一年至5年半，一人判教導所。另外16人於2023年5月被起訴，目前候審。
3名年齡介乎20至24歲的學生，分別被控於旺角彌敦道與奶路臣街交界，參與非法集結；參與旺角站暴動及刑事損壞逾81萬元港鐵設施，並與24歲學生於太子站暴動，以及襲擊兩名男子。24歲學生另面對一項搶劫罪，即搶去一名女子一部電話。而港鐵事後報稱兩站損失共約109萬元。到2023年4月15日裁決當日，區院暫委法官徐綺薇指，21歲首被告稱在旺角「八卦」看堵路的證供非常牽強、不合情理。法官又指若被告想「八卦」，無需要站在示威者人群之中，大可從遠處觀望。當時黑衣人衝入車廂，導致乘客不滿是可以理解。她指當中兩名被告，分別對準車廂內拉開彈叉、一副「戰鬥格」指罵手持鎚仔的乘客，進一步挑動在場黑衣人的情緒、製造更多暴力事件。法官又形容黑衣人襲擊乘客，是「恃強凌弱、顛倒是非、態度蠻橫」。而被告到達太子站月台後，港鐵以廣播宣布關閉太子站，要求乘客即時離開，被告仍然選擇逗留在太子站，並將原先穿著黑色上衣丟棄，改穿綠色上衣。因而裁定唯一合理不可抗拒的推論，必然是被告有意圖參與旺角非法集結，他絕非一個旁觀者。而19歲的被告被控在旺角站暴動，辯方爭議涉案男子身分。法官經對比後，認為不論容貌及外形，片中手持彈叉的男子與被告「完全吻合」，裁定暴動、刑事毀壞罪成。19歲的被告與23歲的被告被控在太子站暴動、襲擊車廂乘客。法官形容當時黑衣人衝入車廂，導致乘客不滿是可以理解。當中兩名被告分別對準車廂內拉開彈叉、一副「戰鬥格」指罵手持鎚仔的乘客，進一步挑動在場黑衣人的情緒、製造更多暴力事件。對辯方指事主直接導致紛爭發生，甚至令衝突升級，包括「打記者」、「出鎅刀」。法官看畢案發片段，認為上述事件是「無中生有」，黑衣人曲解乘客行為，或失實地將其無限放大。法官裁定搶劫罪不成立，餘下 6 項罪名成立，還押至 4 月 29 日求情。
到2023年5月19日判刑當日，暫委法官徐綺薇在西九龍裁判法院（暫代區院）形容當晚示威者情緒高漲，堵塞交通並高叫口號，煽動、鼓吹對警方和政府的仇恨，加深社會撕裂。法官批評，示威者行為「恃強凌弱、顛倒是非、態度蠻橫及不可理喻」，以致有乘客取出搥仔防衛，情況極度混亂，暴力事件一觸即發。針對參與旺角非法集結的首被告，法官指他穿黑衣置身示威者之中，明顯有備而來，鼓勵在場示威者。法官又指，其餘 2 名被告角色主動、積極，除用彈叉射擊外，亦「戰鬥格」謾罵乘客，行為火上加油，為稍後發生的太子站暴動和襲擊事件埋下導火線。最後被判囚 8 個月至 5 年半不等。
同案另一名20歲被告早前承認在旺角及太子站參與暴動，在2021年11月9日被法官姚勳智判處監禁40個月，至於其餘1項刑事毀壞、襲擊致造成身體傷害及普通襲擊則獲准存檔法庭處理。另外2名被告先前缺席聆訊，遭法庭頒下拘捕令。

## 後續

### 網傳有人被警察毆打至死

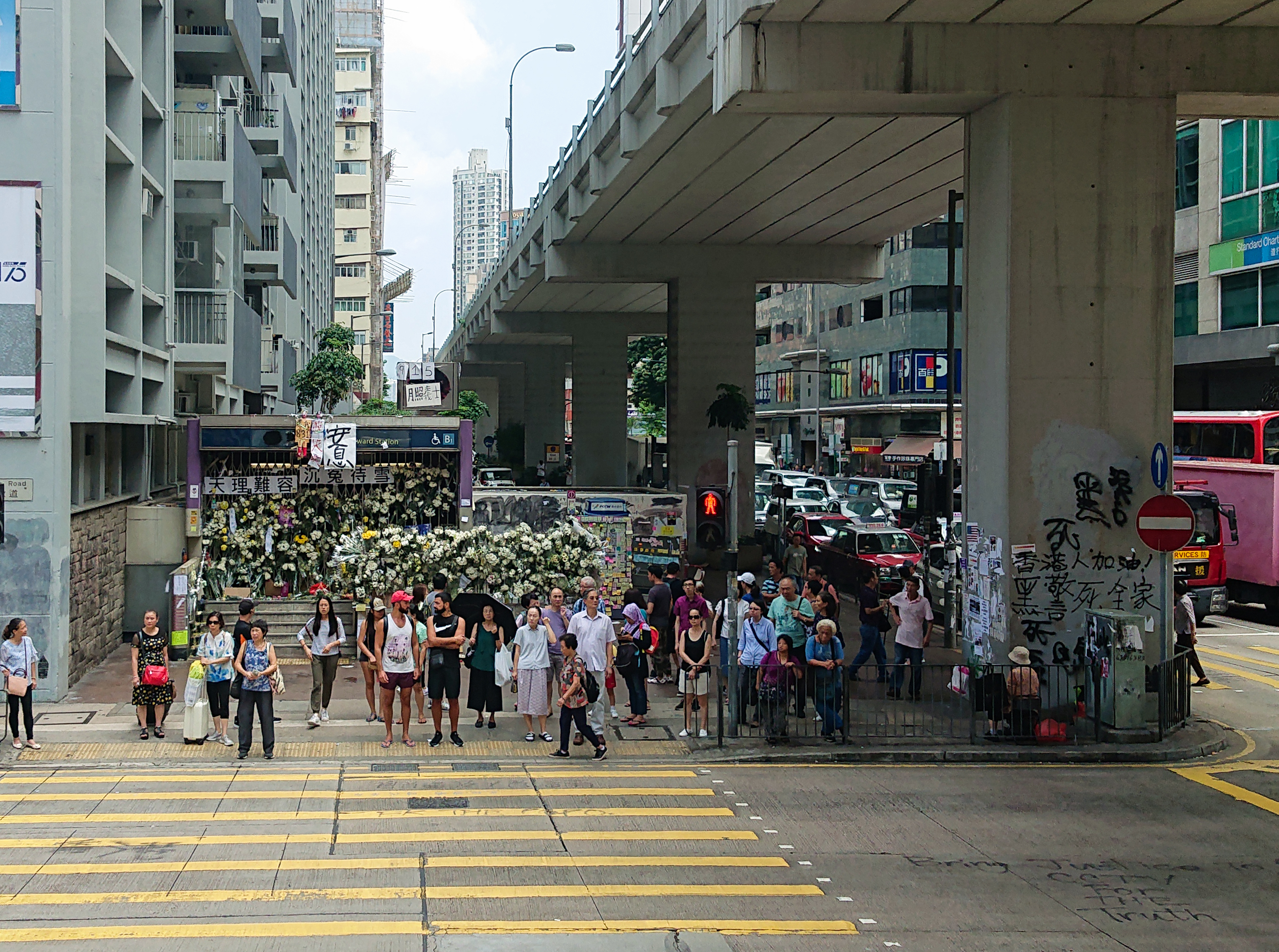
事件發生以來，有不少市民自發於太子站B1出口外獻花以紀念受害者

事後網上流傳太子站內有人被警察毆打至死，遺體放在廣華醫院殮房。醫院管理局和廣華醫院在9月2日澄清沒有死亡個案涉及8月31日的公眾集會事件，而警方在同日記者會上提到網上流傳的說法並非事實。政務司長張建宗在跨部門記者會表示「全部都是訛傳」及「絕對是虛構」。警方表示強烈譴責有人惡意散佈謠言。由於警務處、消防處，以及港鐵公司，均未有披露站內更多細節，传真社在11月30日訪問52位被捕人士中的47个人，證明其中有六名網傳遇害人士還健在，並透過其他被捕人士互相核實，證實他們均在清醒狀態下被送往醫院或警署。但由于目击者的视野有限，因此仍未能就站內曾否有人死亡作結論。
其中一名被大肆宣揚事件中被警方使用武力引致斷頸身亡的男子「韓寶生」，於2020年公開表示自己真名為王茂俊，於事件後被控暴動及刑事毀壞等罪名，並於上庭前棄保潛逃，已到英國尋求政治庇護。王稱一年來沒公開澄清，是不想「幫警察做事」。
監警會報告指，要掩蓋公眾場所死亡事件，需要大量人士、部門及機構勾結，幾乎不可能，指警方在太子站內殺人然後掩蓋事件，是「 超乎尋常的主張 」，「無提出任何證據支持」，並認為「提出這種毫無根據的主張會損害和平大型公眾活動的合法性， 濫用言論自由，亦無理削弱警隊多年來獲得的信任， 損害警隊作為法治社會基石的高效部隊，絕對不應容許成為一股風氣。」。
2020年7月1日，國務院港澳辦副主任張曉明在記者會上表示，有人造謠港鐵去年8月31日太子站打死人事件，將社會不滿情緒指向警方，子虛烏有，出於惡意，就可能觸犯《香港國安法》。

### 車站關閉

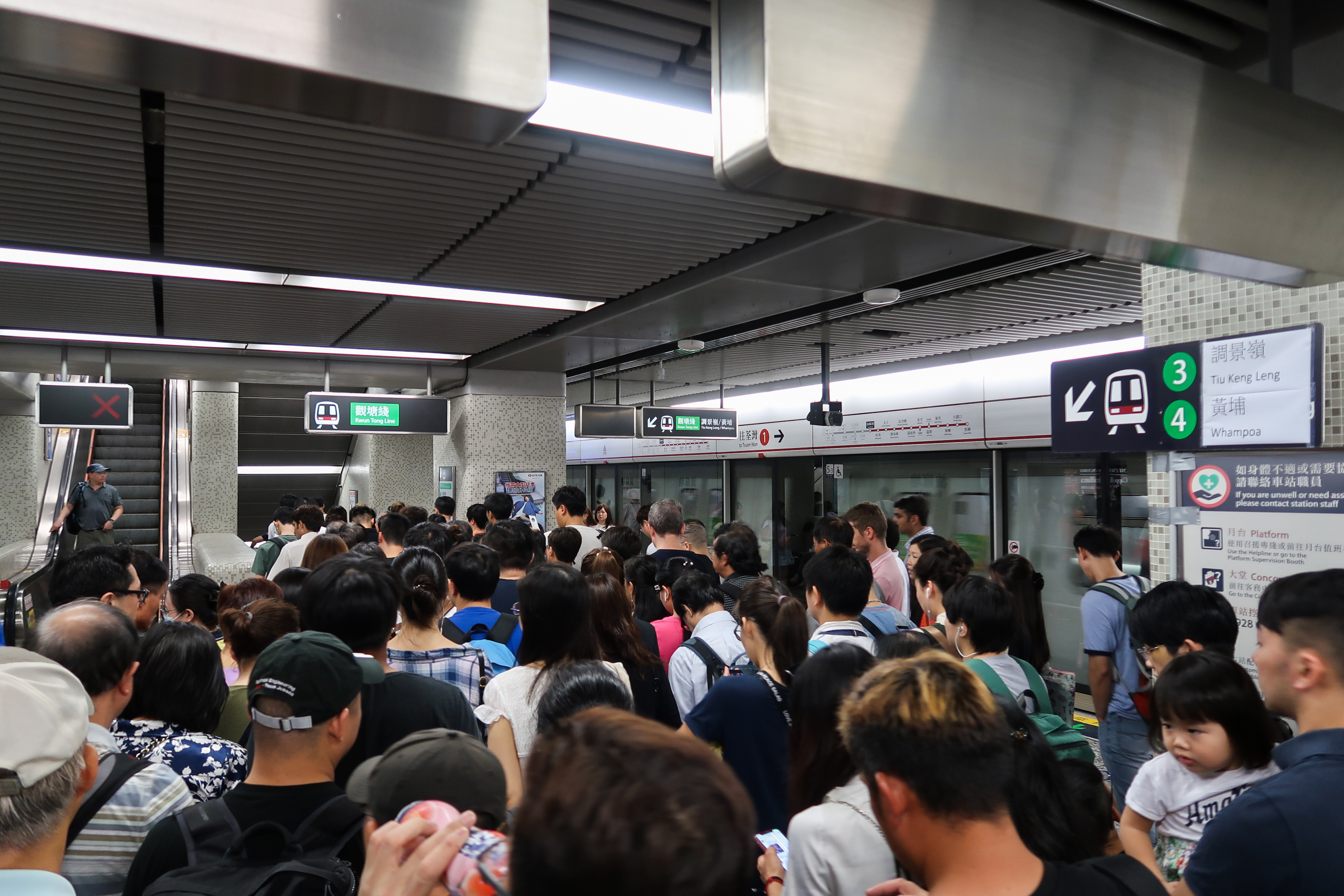
9月1日，太子站和旺角站關閉期間，乘客須在油麻地站轉車，扶手電梯位置迫滿乘客

港鐵9月1日凌晨預告，個別車站未必可以在早上重開。港鐵9月1日清晨表示，修復工作仍在進行，當中太子站、旺角站及九龍灣站繼續關閉，即觀塘及荃灣兩線不停旺角站和太子站，觀塘線不停九龍灣站。受封站影響，在觀塘及荃灣兩線轉線乘客，必須在油麻地站轉車。月台有職員舉牌指示方向，但乘客認為不方便。

### 9月2日
9月2日傍晚起，陸續有市民在太子站外擺放鮮花及撒溪錢。到晚上9時左右，約200多名示威者在車站出入口聚集，悼念懷疑被襲擊死亡的市民及紀念在831警方無差別打人事件中受傷的民眾，不時高喊「我要攬炒」（「攬炒」是兩敗俱傷、玉石俱焚的意思）等口號，另有示威者用噴漆噴站內的閉路電視鏡頭。
在獻花之後，部份民眾隨後又到旺角警署外，對著警察大罵，並用雷射筆照向警署及投擲雞蛋。警方在晚上10時18分舉起橙旗，10時半，大批防暴警察在警署外戒備，速龍小隊也趕到現場，要求集結者儘速離開。晚上11時半左右，警方施放催淚彈，並逮捕6至7名示威者。據蘋果日報報道，有市民僅向防暴警察喊「太子唔歡迎你」（太子不歡迎你），警察便作出拘捕行動，該名人士不斷大喊，指自己沒有做錯。另一名青年喊「阿Sir，你係咪跌咗嘢，係咪跌咗良心？」（警察，你是不是掉了東西，是不是掉了良心？）後，被警員以警棍擊打並按在地上，導致頭部流血，最後涉嫌在公眾地方擾亂公共秩序拘捕。另外也有急救員表示，警察突然驅散前面的記者、急救員、穿反光衣人士，自己也遭警察以警棍攻擊、噴胡椒噴霧，甚至聽到槍聲。一開始示威者並未有暴力舉動，也未有對峙狀態，但有警察不斷在推擠記者。在旺角警署外，有警察突然把一名女子按在地上，有人看到後上前關心。不過警方在沒有作出警告下，突向記者噴胡椒噴霧及發射催淚彈，現場隨即陷入一片混亂。Now新聞台攝影師被警員推跌受傷，而中大學生報攝影記者亦推倒在地，手部流血及相機鏡頭損壞。直至9月3日凌晨約1時左右，已有11人被逮捕。

### 9月3日
市民發起「三罷」行動，一名22歲副學士畢業生晚上在太子站用噴漆損壞一部八達通查閱機、兩部八達通增值機及3部八達通售票機，被港鐵職員從閉路電視發現被告。警方到場後將他制伏並拘捕，搜出彈弓及金屬彈珠等物件。被告早前承認刑事損壞、管有物品意圖摧毁財產及在公眾地方管有攻擊性武器共3罪。到2020年10月7日，主任裁判官羅德泉表示被告攜帶有嚴重殺傷力武器，並且計劃及預謀行動。最後被判囚一年，並須賠償15,156元予港鐵。

### 9月6日

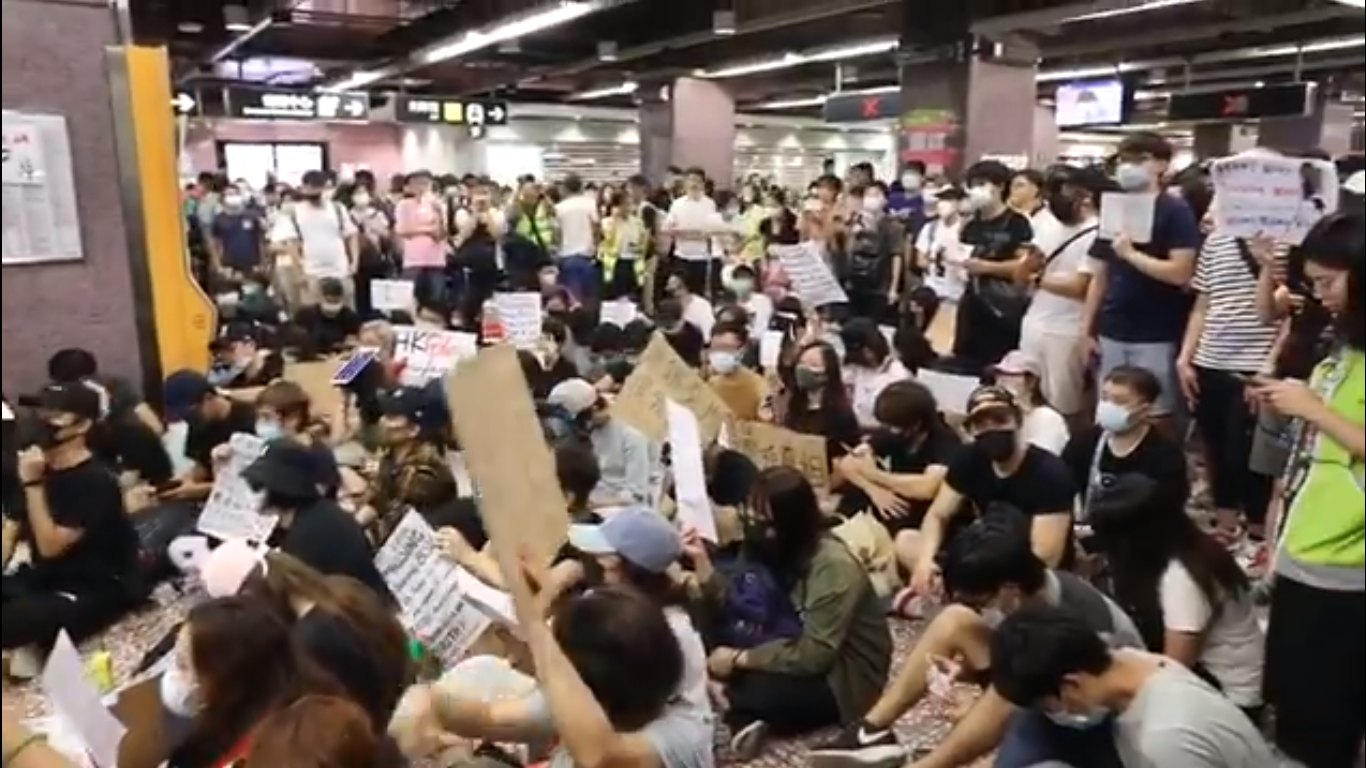
多名市民到太子站聲援並與港鐵交涉，部分人加入跪地或靜坐

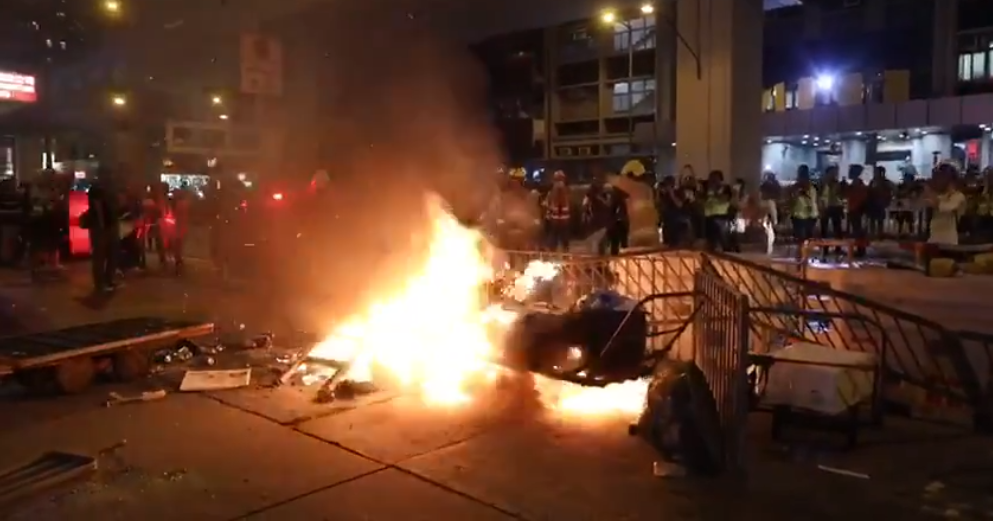
示威者於西洋菜南街馬路焚燒雜物

由於有傳港鐵將於當晚刪除太子站襲擊事件期間月台閉路電視片段，早上約7時，一名身穿黑衣少女於太子站站長室外下跪，希望港鐵公開片段。其後多人到場聲援並與港鐵交涉，部分人加入跪地或靜坐，亦有人高叫口號。港鐵回覆查詢時稱會保留有關片段三年。
下午5時許，港鐵因應人群聚集宣布將會關閉太子站。人群離開太子站，但繼續於附近道路聚集。一名白衣男子被包圍，懷疑被毆打，頭破血流，警員將其護送進入警署。有現場人士稱該男子一度持刀。傍晚時分，繼續有市民到場，並佔據太子道西和西洋菜南街部分行車線，亦堵塞彌敦道南行線，並以雷射光照向旺角警署和向警署投擲物件。
晚上約8時，示威者防線退至彌敦道，來回行車線均被堵塞。有示威者破壞交通燈。約9時，警方以布袋彈、胡椒彈、催淚彈等驅散旺角警署外示威者。大批防暴警察繼而沿彌敦道向南推進，並施放催淚彈，示威者於西洋菜南街和彌敦道焚燒雜物和設置路障。約10時，示威者破壞旺角站內閘機和售票機。約11時，油麻地站地面玻璃、燈箱和升降機亦被破壞，D出口被雜物封閉。港鐵其後宣布荃灣線美孚至中環服務暫停。另外，旺角街市附近晚上約11時發生傷人事件，一名男子手持菜刀和鐵通衝向示威者，混亂中數人被割傷。示威者追至懷疑涉案單位，以硬物撞破木門。

### 港鐵僅發佈閉路電視截圖
9月10日，警務處、消防處、醫管局及港鐵公司代表召開聯合記者會，交代8月31日晚太子站衝突事宜。港鐵公開部分當晚太子站的閉路電視截圖，指當日站內並無死亡報告。但以涉及乘客的私隱為由拒絕公開相關片段。警務處警察公共關係科高級警司余鎧均認為當晚站內並沒有人死亡，重申所有傷者在當時已經接受治療。
其後有媒體發現月台近車尾的閉路電視鏡頭，有8分鐘時間沒有提供任何畫面，質疑港鐵選擇性公開。而港鐵回覆指沒有補充。

### 毛孟靜引述消防內部紀錄
9月11日，立法會議員毛孟靜召開記者會，公開消防署內部有關8月31日的太子襲擊事件的行動紀錄。發現當晚至少有3個疑點。
- 不明白為何警方曾於凌晨12時15分聲稱月台沒有傷者，而且決定用港鐵車廂將傷者由太子站運去荔枝角站。毛引述一名公立醫院醫生朋友質疑，指該處距離最近是廣華醫院，其次為位於深水埗的明愛醫院。

- 消防處多次修訂傷者人數。晚上11時42分，一名見習救護主任在太子站點算傷者人數，幾分鐘後見習救護主任指有10至15名傷者，但另一名消防局局長就說有3名傷者，到凌晨12時01分見習救護主任修正為有9名傷者，但15分鐘後又表示有10名傷者，其中6人情況嚴重；5分鐘後消防局局長表示有9名傷者。到凌晨1時02分，流動指揮車卻表示只有7名傷者，其中3人嚴重。

- 油麻地站內3名傷者離開後，太子站的救護員才點算傷者，不應將油麻地站的傷者計算在太子站傷者人數中。

### 當事人講述當日情況
9月14日，民間記者會播放事件中一名女傷者的錄影片段。據該名傷者憶述，當日有警員向救護員指因站外有記者，所以不可從地面把傷者送往醫院。她更指有非救護員參與點算傷者人數，導致傷者人數出現混亂。

### 傳真社調查
2019年11月30日，傳真社發布了一編報導，報導中採訪了47名被捕人士，其中有6名是網上廣泛流傳的「懷疑遇害」的人士，記者成功與此6人取得聯絡。透過其口供紙、被捕人士通知書等文件核實身份，以及其他被捕人士描述的情況，證實他們離開太子站被送往醫院或警署時均神智清醒。

### 民事诉讼

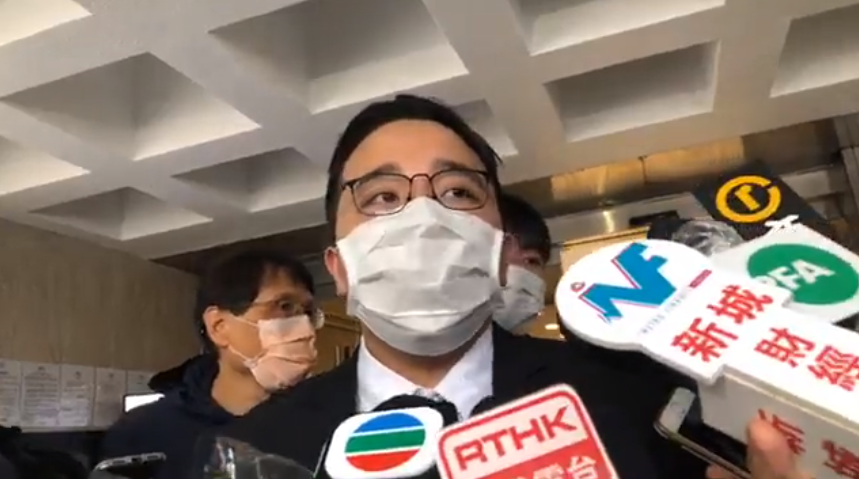
教育大學學生會前會長梁耀霆入禀要求法院頒令港鐵交出閉路電視片段勝訴後見記者

教育大學學生會前會長梁耀霆2019年入稟高等法院要求港鐵交出當晚相關的閉路電視片段，高等法院于2020年3月18日頒判詞，下令港鐵需要交出去年8月31日太子站晚上10時40分至翌日凌晨1時半，以及荔枝角站去年9月1日凌晨1時25分至2時的閉路電視影片。但同時限制梁耀霆不得複製或公開該片段，只可用作向警方興訟。原告梁耀霆在庭外表示今次只是小勝；到3月27日中午，港鐵在限期內將相關片段交予梁耀霆一方。而梁耀霆在個人Facebook表示數量龐大，總長度超過90小時，需時消化。但同時指片段有些不尋常之處。
2021年8月31日，時值事件兩週年之際，梁耀霆表示，經考慮案件勝訴可能性越來越小和龐大的訴訟開支，梁決定放棄索償，而且表示片段內容是警察「無理」衝入地鐵站，用過分武力襲擊大批市民。他又認為警方、政府無辦法令任何人有滿意答案。而事件傷者Simon亦表示面對龐大個人壓力及無力感，加上過程漫長，未能申請法援和索償成功機會不高下，決定終止向警務處處長提出民事訴訟索償。

### 流傳名為「韓寶生」的人赴英國尋求庇護

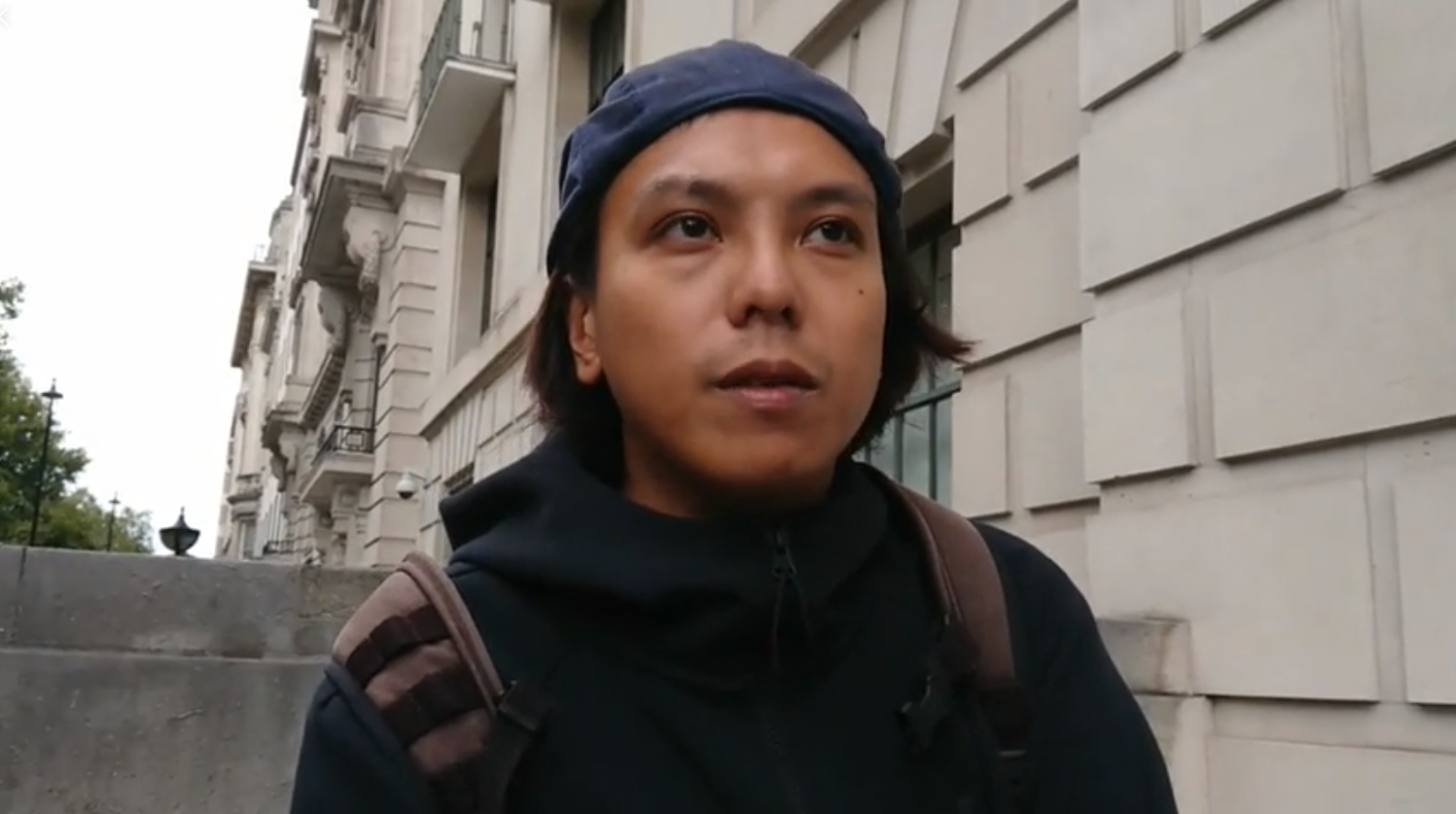
王茂俊於2020年8月31日在英國倫敦接受立場新聞的訪問

網上流傳一名叫「韓寶生」的人當日在太子站失蹤或死亡。至2020年8月31日凌晨，「韓寶生」在網上發布約2分鐘短片，表示真名為王茂俊，透露自己被警方控告被控暴動等8宗罪行。他表示香港「法治已死」，在7月上庭前夕，已經到英國尋求政治庇護，並缺席早前聆訊。他與香港的家人朋友再無任何聯絡，並與家人斷絕關係。

### 16人事隔近4年被落案起訴
2023年5月29日，西九龍總區刑事部經徵詢法律意見後，落案起訴14男2女，年齡介乎21至39歲，涉嫌「非法禁錮」、「阻礙或襲擊警察」、「刑事毁壞」、「藏有攻擊性武器」及「非法管有無線電通訊」等罪名。所有被捕人已獲准保釋，案件於5月31日在九龍城裁判法院提堂。

### 警方發聲明形容事件純屬子虛烏有
2023年8月31日為事件發生四周年。警方稱網上有人不斷散播不實信息，意圖煽動他人於今日前後作出「軟對抗」或相應的實際行動，對此極度關注，並形容當日的事件“純屬子虛烏有”。呼籲市民切勿誤信網上煽動性謠言及參與違法活動，又指警方會果斷介入，嚴正執法。而太子和旺角一帶有大批機動部隊警員戒備，並截查市民。

## 紀念活動
自從事件發生後，每逢每個月的最後一天，不少民眾都會在太子站外上香、點燭及獻花。而警方派出大批警員在太子和旺角一帶嚴密戒備。在紀念活動初期，經常發生警民衝突，示威者用鐳射光照射旺角警署，並堵塞附近交通，其後防暴警到場驅散，並拘捕多人。其中在活動半週年，防暴警員向站在街上的市民和記者施放胡椒噴劑和發射胡椒球槍，引致多人感到不適，更有便衣警拔出手槍指向人群及記者。
不過，綜合當日傳媒報道及有關法庭判決，事實為於港鐵太子站「8.31事件」半周年，大批示威者晚上在旺角一帶聚集，有人向警車投擲汽油彈，又以雜物堵路及蹤火，防暴警察到場多度施放胡椒噴劑及發射催淚彈驅散。防暴警員向站在街上的市民和記者施放胡椒噴劑和發射胡椒球槍，引致多人感到不適，有穿著背心的便衣警員「落單」，遭多名市民包圍，該名便衣警拔出佩槍並指向襲擊他的人群，受襲警員事後由兩名醫生驗傷，發現右額腫和有損傷，右手踭、右手腕近手掌、右膝和左膝亦有損傷，左邊腳外踝位置有骨折。其中一名被告更於案件審訊期間，承認自己犯下大錯，指兩年來內心充滿愧疚與不安，亦明白「此等愚行絕不是已過世的爸爸、親友和法治社會希望見到」，並鄭重向法庭及受襲警員道歉。
到紀念活動七個月後，警方在太子站出口設封鎖線和築成人鏈，禁止市民獻花。而區議員站在警方防線外，代為接收市民獻上的鮮花。不過其後仍然有市民被警方截查，甚至被捕。到紀念活動第15個月，區議員更指警方會驅趕獻花人士，最後有3名市民因獻花被票控亂拋垃圾。

### 毋忘8.31行動

3時30分，近100名軍裝警員進入商場高層進行清場

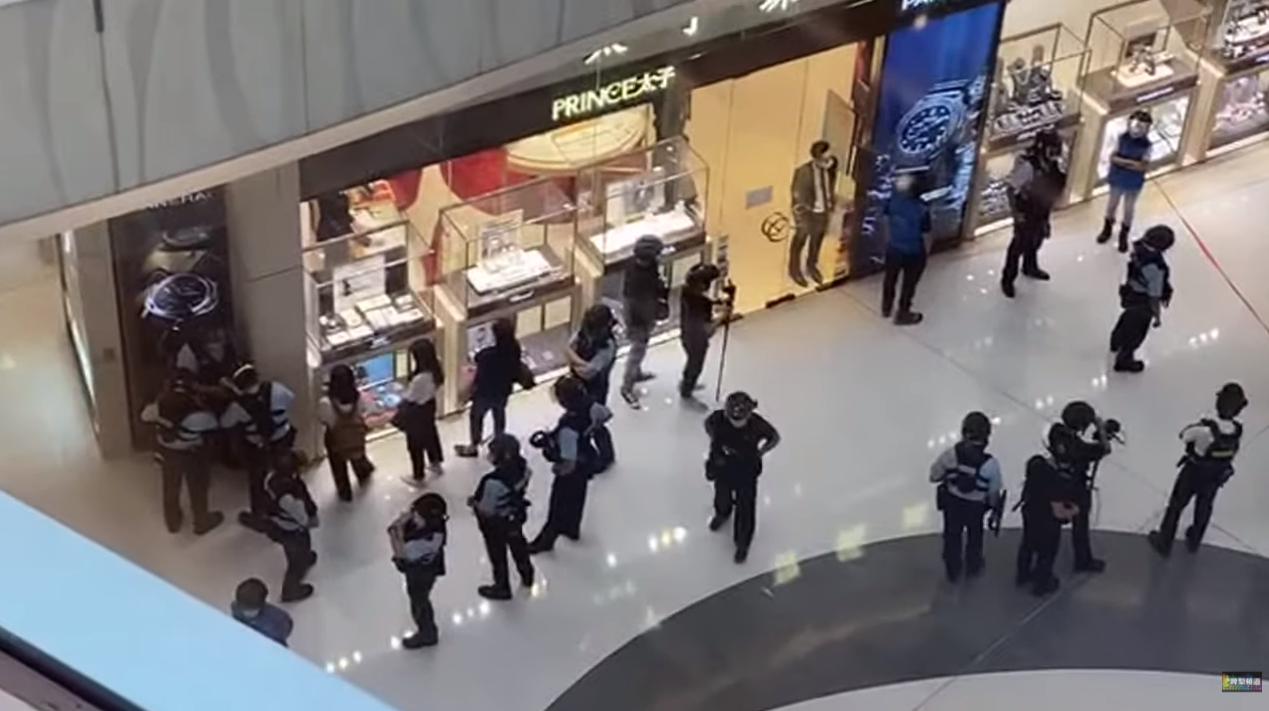
市民在MOKO新世紀廣場地下被警員票控

2020年8月30日下午2時30分，網民發起在旺角MOKO新世紀廣場舉行毋忘8.31行動，到3時30分，接近100名軍裝警員衝入商場，在各層拉起封鎖線並截查多人，共票控11人。有身穿黑衣的母親提醒警員「你支槍唔好掂到我個仔」後，一名「白衫」警員向母子3人發告票稱違限聚令，母親表示攜有兒女出世紙，可以證明是一家人，但警員以「咁好準備（出世紙）呀，死曱甴！」譏諷母親。下午近5時起，有市民在朗豪坊高叫反修例口號。一名男子對參與人士感到不滿，一度沒有戴上口罩，其後由保安和便衣警員帶離商場。到傍晚6時，近100名軍裝警員由旺角綜合大樓天橋進入商場進行清場，共票控15人涉嫌違反限聚令。而當日合共有29人被警方發出限聚令告票。
另外，警方在旺角站拘捕兩名男子，涉嫌管有仿製火器及違禁武器。

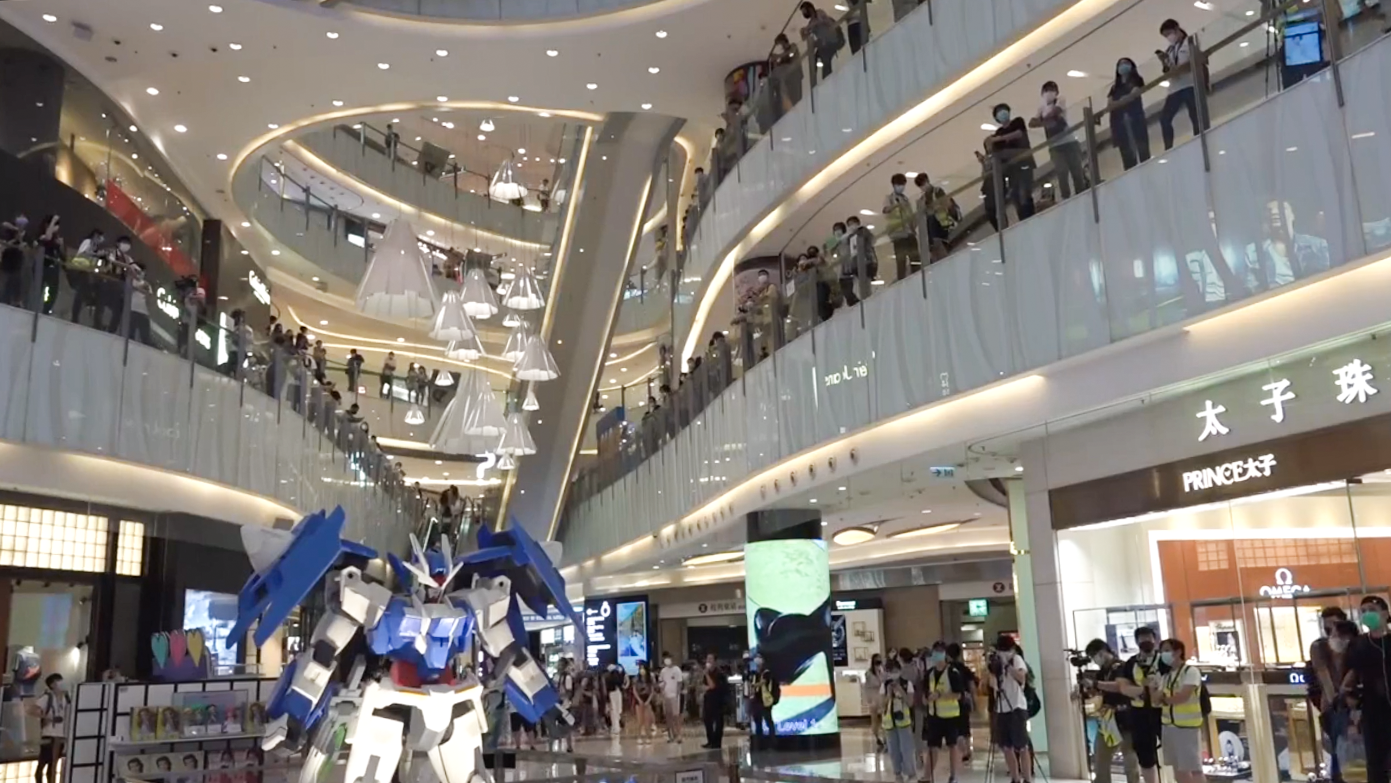
參與人士在MOKO新世紀廣場中庭逗留
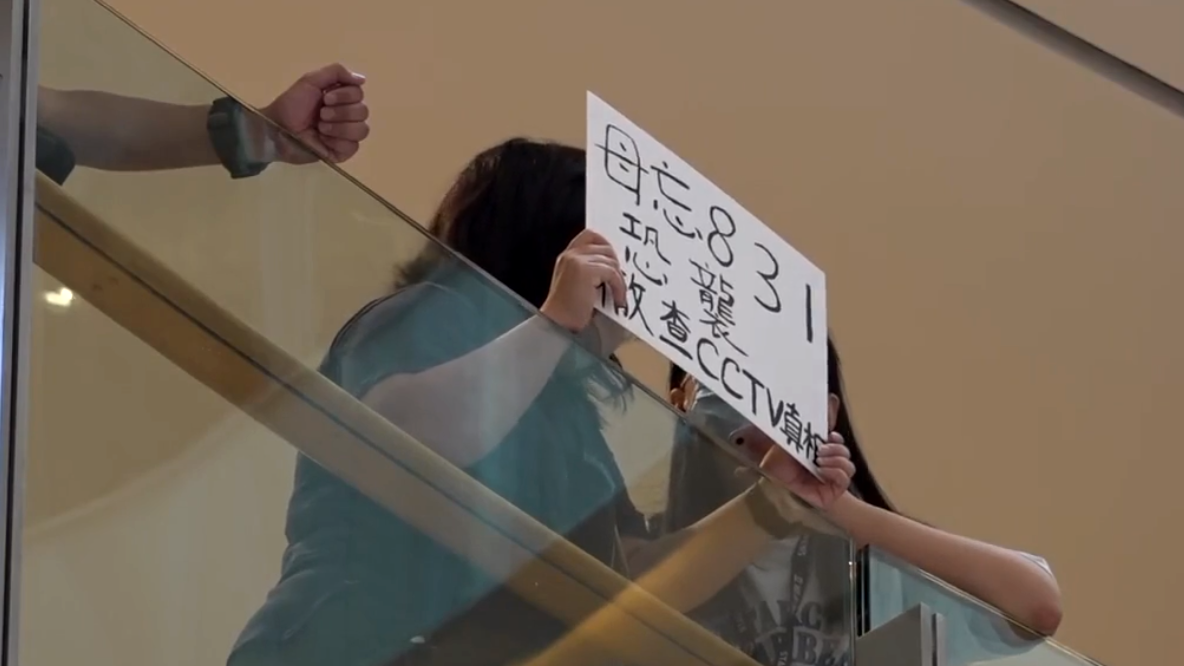
參與人士在MOKO新世紀廣場舉起「毋忘831 恐襲」
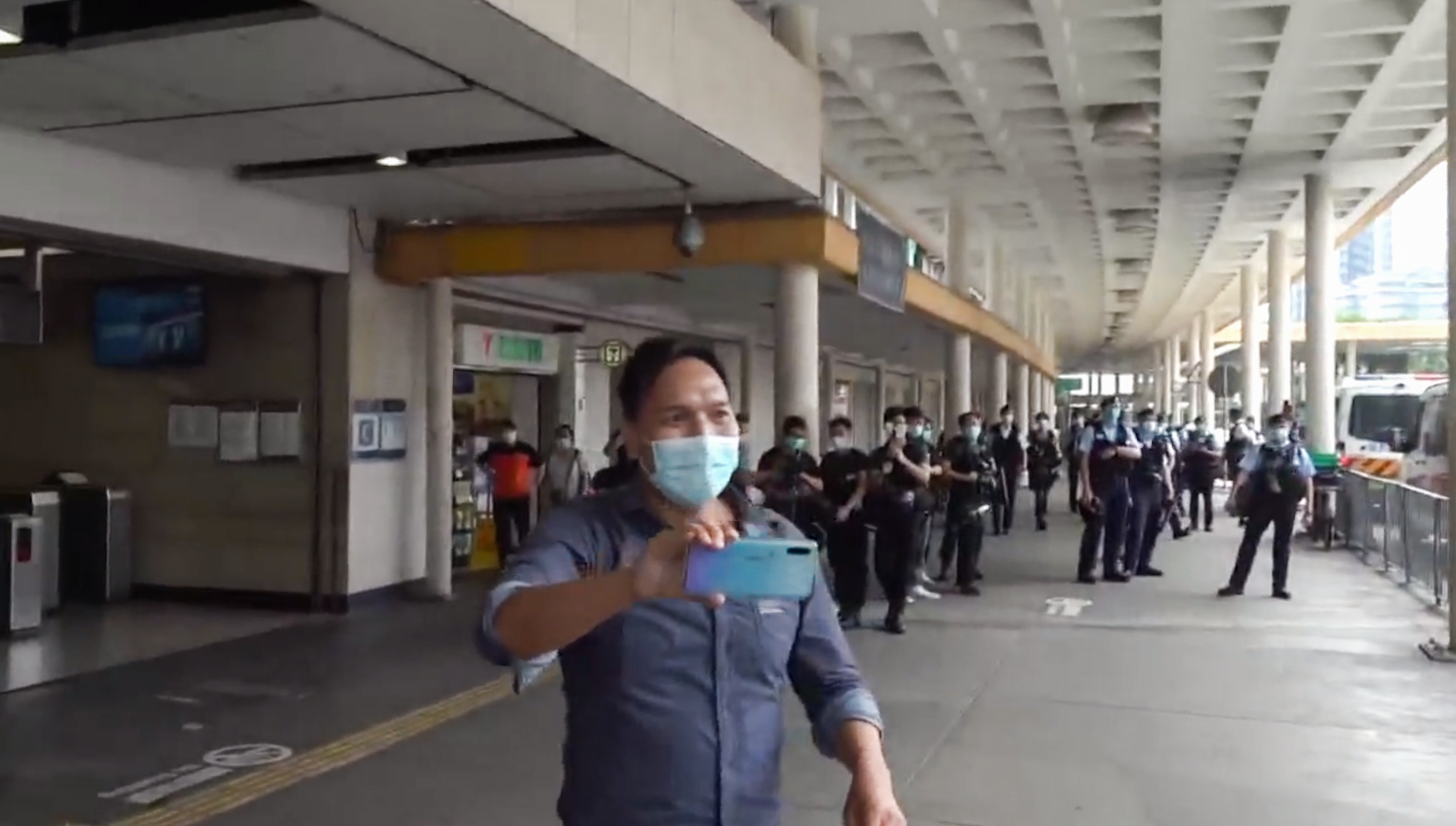
石房有「大波Man」一度到場
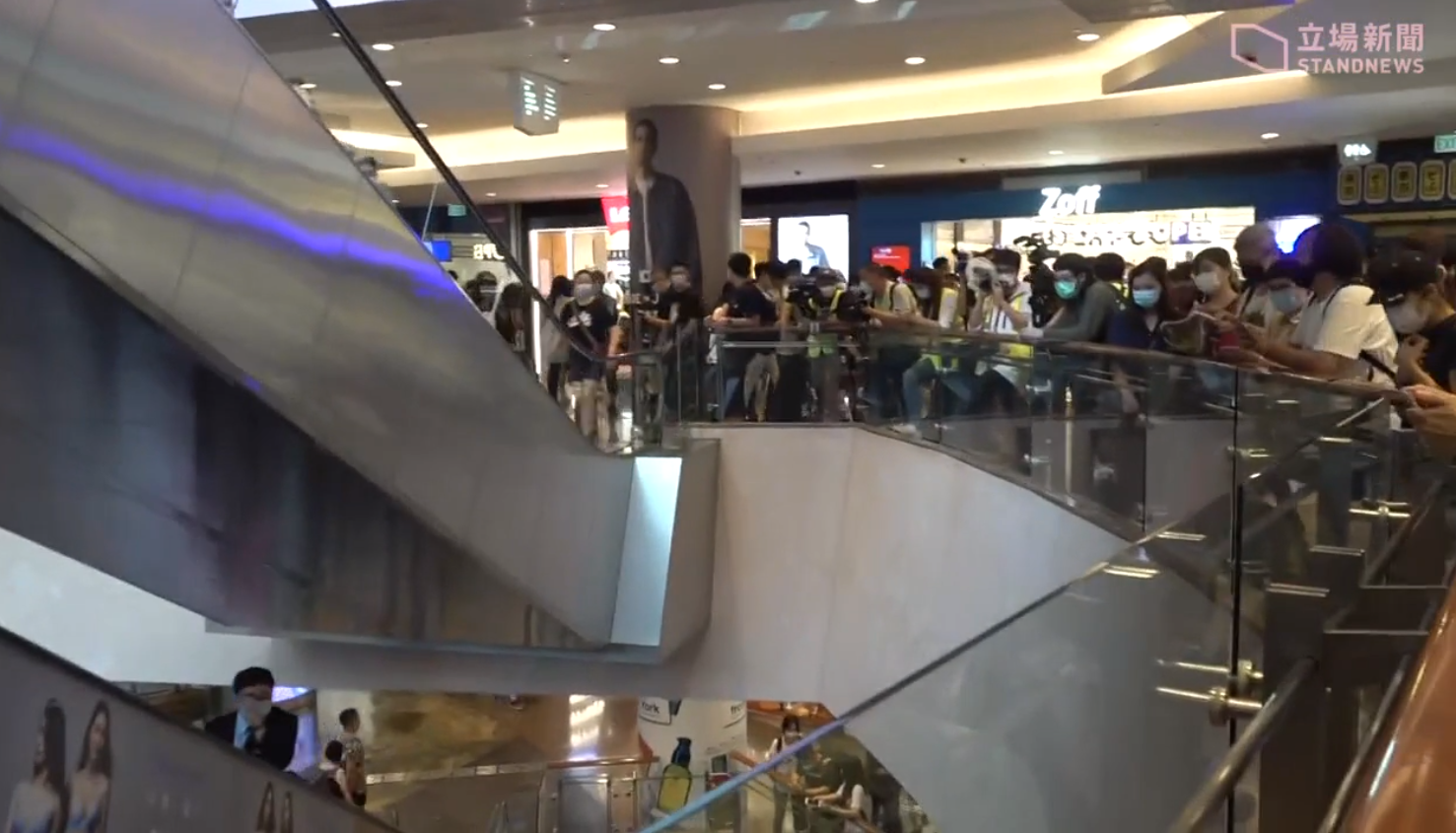
有市民在朗豪坊高叫反修例口號
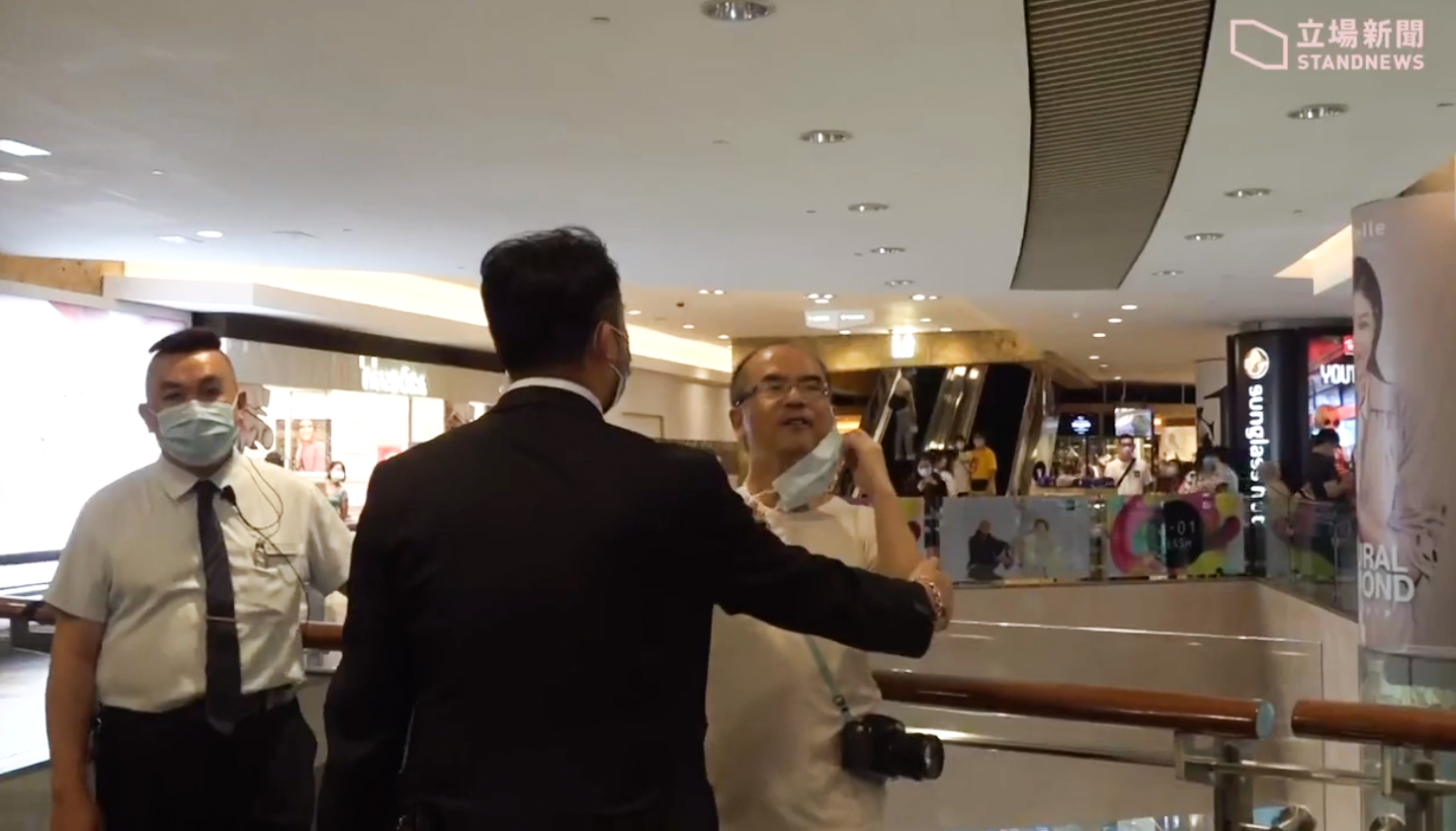
一名男子對參與人士感到不滿，一度沒有戴上口罩，其後由保安和便衣警員帶離商場
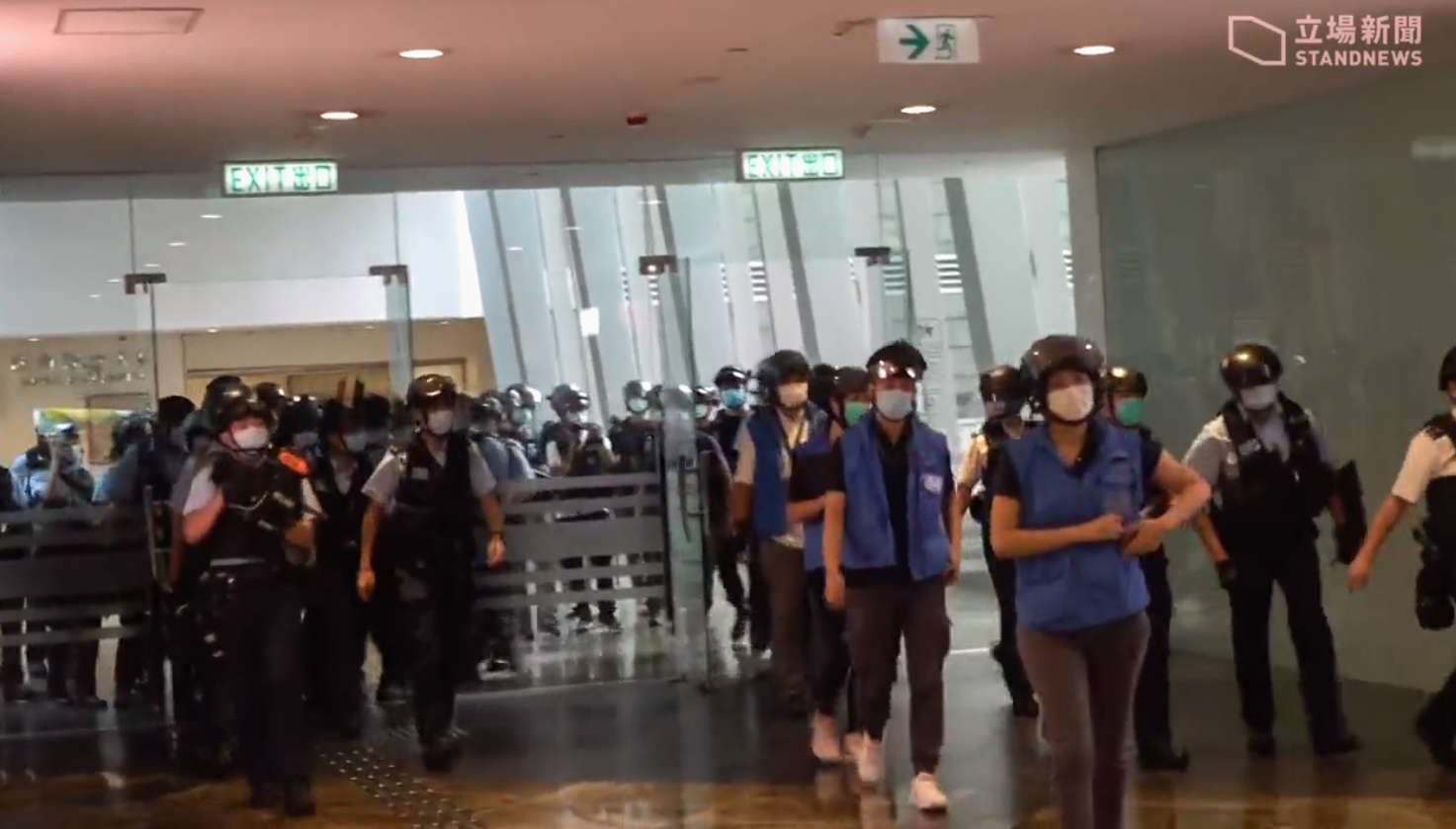
傍晚6時，近100名軍裝警員由旺角綜合大樓天橋進入商場進行清場
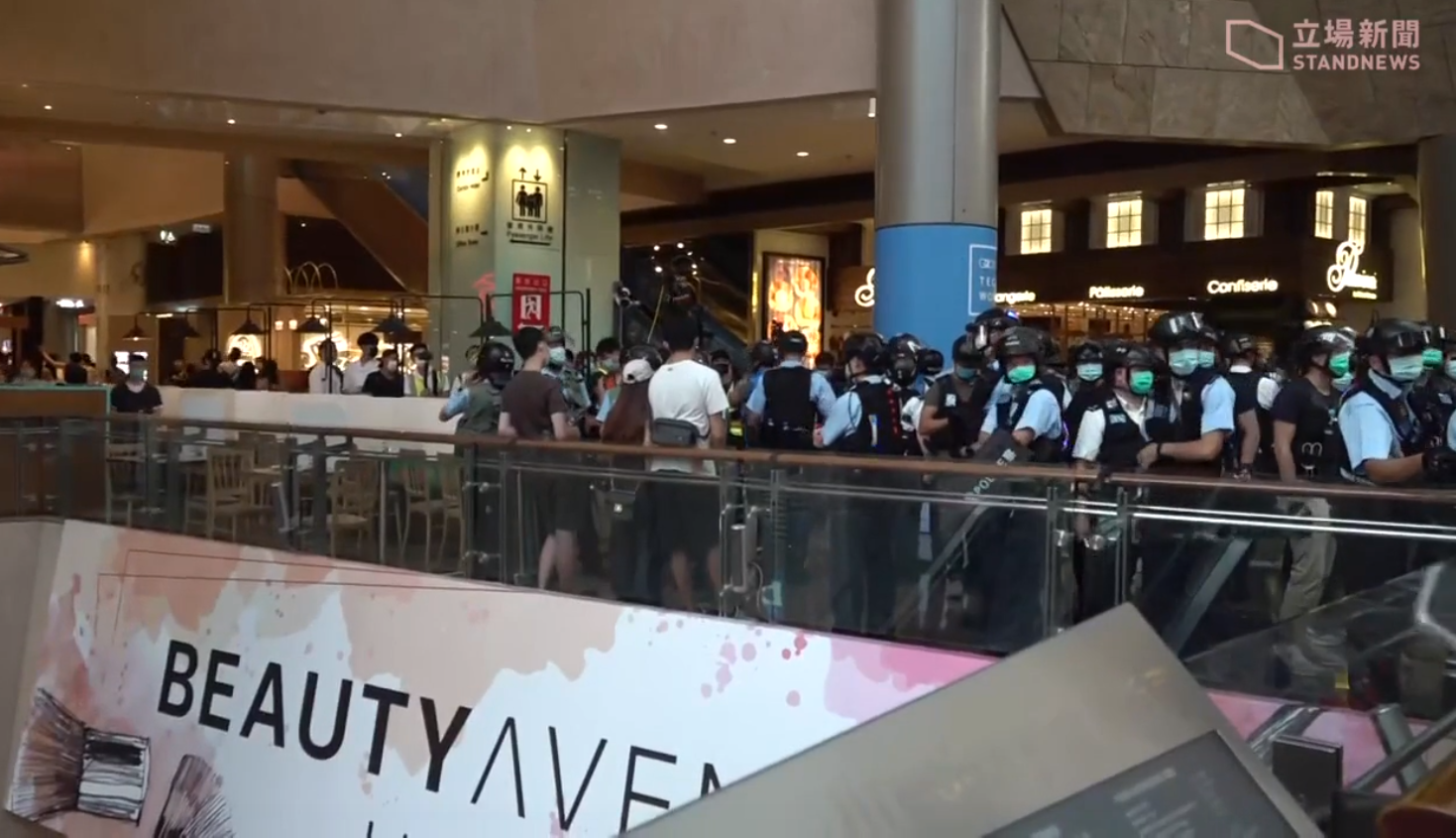
有3人在4樓通天廣場被票控
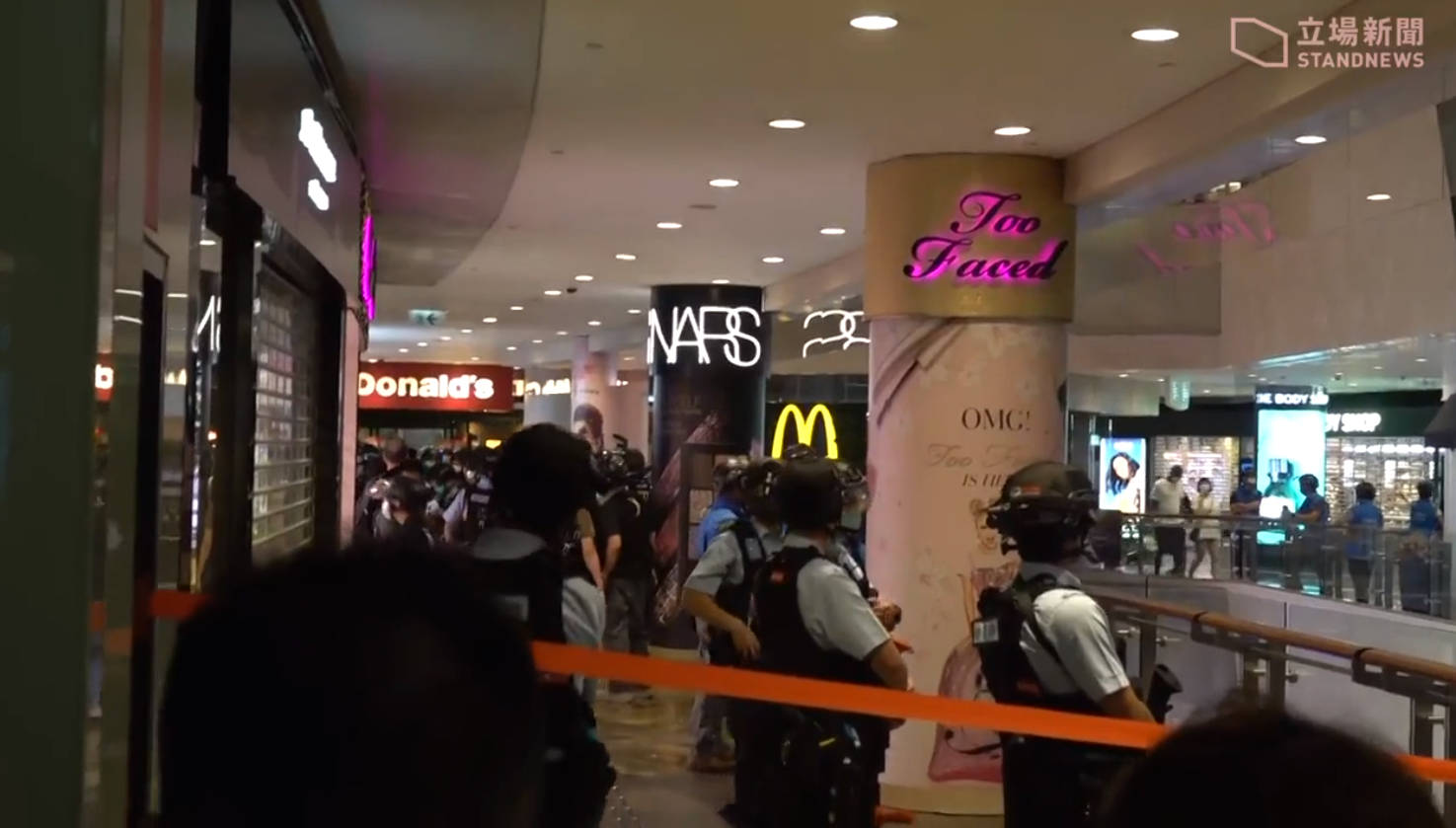
多名警員封鎖2樓並票控多人

### 一週年

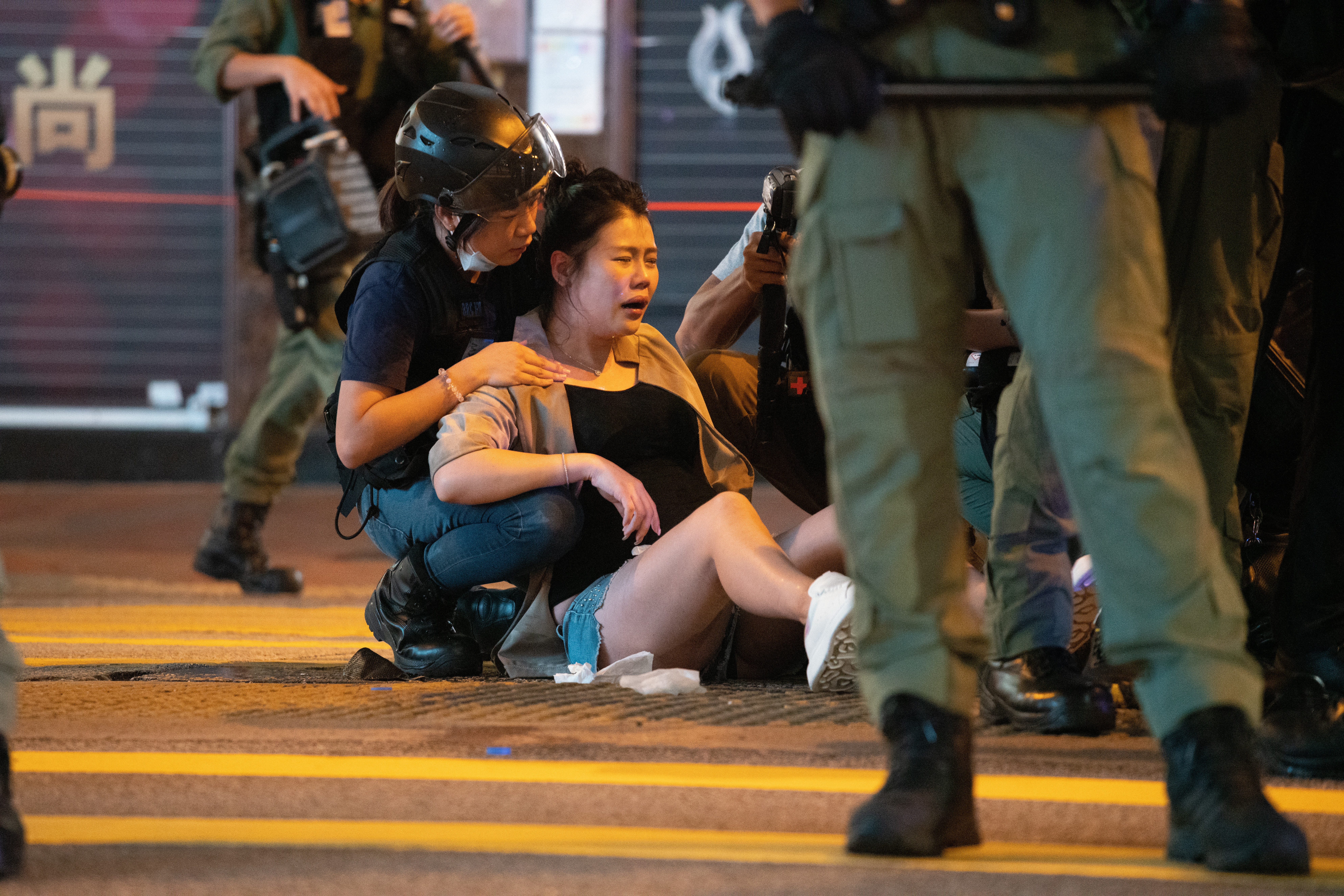
8月31日晚上10時05分，警方推進至亞皆老街一帶，一名孕婦過馬路期間突然被多名警員推到在地上，並施放胡椒噴劑感到不適

2020年8月31日為事件一週年，當日由中午起陸續有市民到太子站B1出口外獻花，警員和港鐵清潔工將花清走。到晚上，警員在太子和旺角一帶驅散和追捕多人。期間一名孕婦被多名警員推到在地上，送上救護車往醫院治理，情況穩定。但丈夫事後涉嫌《在公眾地方行為不檢》被捕。當日有15人被捕，共174人涉嫌違反限聚令而被票控。而海外多個港人居住的國家，如加拿大、美國、英國、日本和台灣都有相關紀念活動。
時任警務處處長鄧炳強回應事件，強調現場已立即有女同事馬上安慰事主，而事主丈夫雖為被捕者，但警方亦有特別處理，待安頓後才將事主丈夫帶走問話。他表示，警方對於涉事孕婦表示慰問，但有人犯法，警方必須採取拘捕行動。而事後立法會議員涂謹申亦去信警務處處長鄧炳強，要求交代事件。警方指已經主動將事件交由投訴警察課跟進。到2021年1月，油尖旺區議會副主席余德寶指丈夫收到通知，警方不會落案起訴。但同時指基於警察投訴科的成效有限，未必會投訴。到懷孕妻被警推跌事件發生一週年當日，余德寶引述丈夫近況，指女兒已經健康成長。

### 兩週年

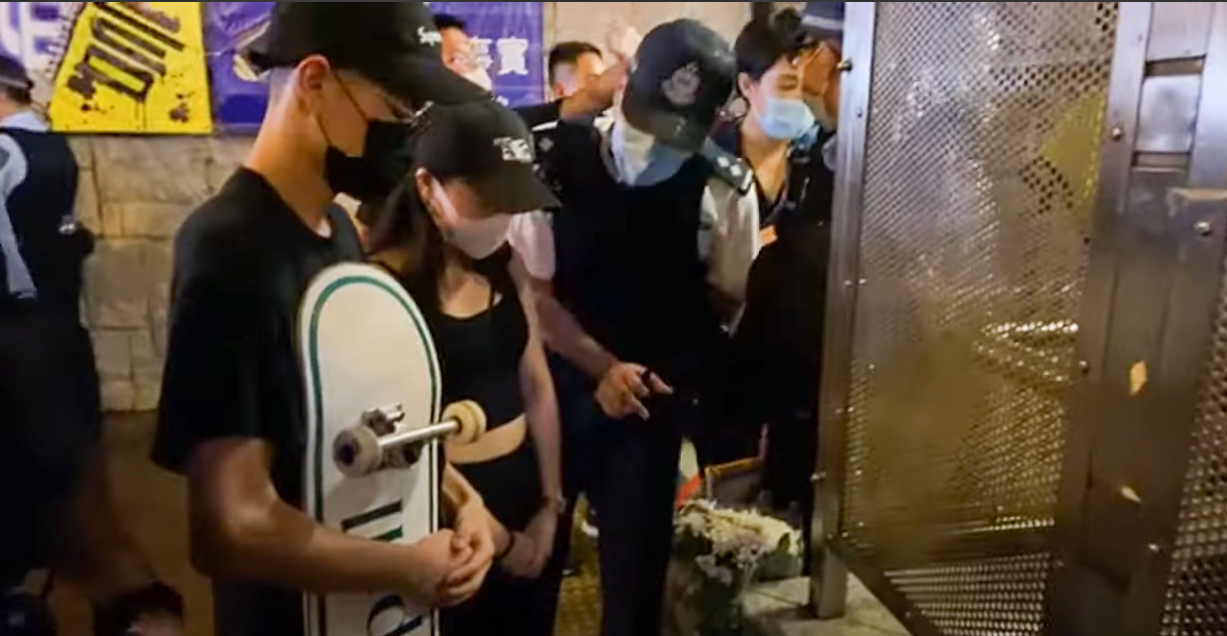
太子站外有一男一女獻花時被警員阻止，之後被發出罰款告票

2021年8月31日為事件兩週年，大批警員在下午起已經在港鐵太子站附近一帶佈防。到晚上在附近多處和車站內截查市民和記者，最少一男一女獻花的市民被發出罰款告票。而啤梨頻道記者林匡正在太子站大堂拍攝網媒記者被機動部隊警員查問期間，被警員以違反港鐵附例為由禁止記者進行拍攝和要求離開，其後遭到截查。至晚上9時許，人稱「蛋蛋」的網媒記者梁志恒在站外用攝影機拍攝警員期間粗口罵警，被警方以公眾地方行為不檢拘捕。事後被告認罪，裁判官李志豪考慮被告認罪，加上妨礙及滋擾程度相對不嚴重，最後判被告監禁14天，緩刑兩年和共罰款3,000元。
另外有至少11人被指未有妥善佩戴口罩，發出定額罰款通知書。

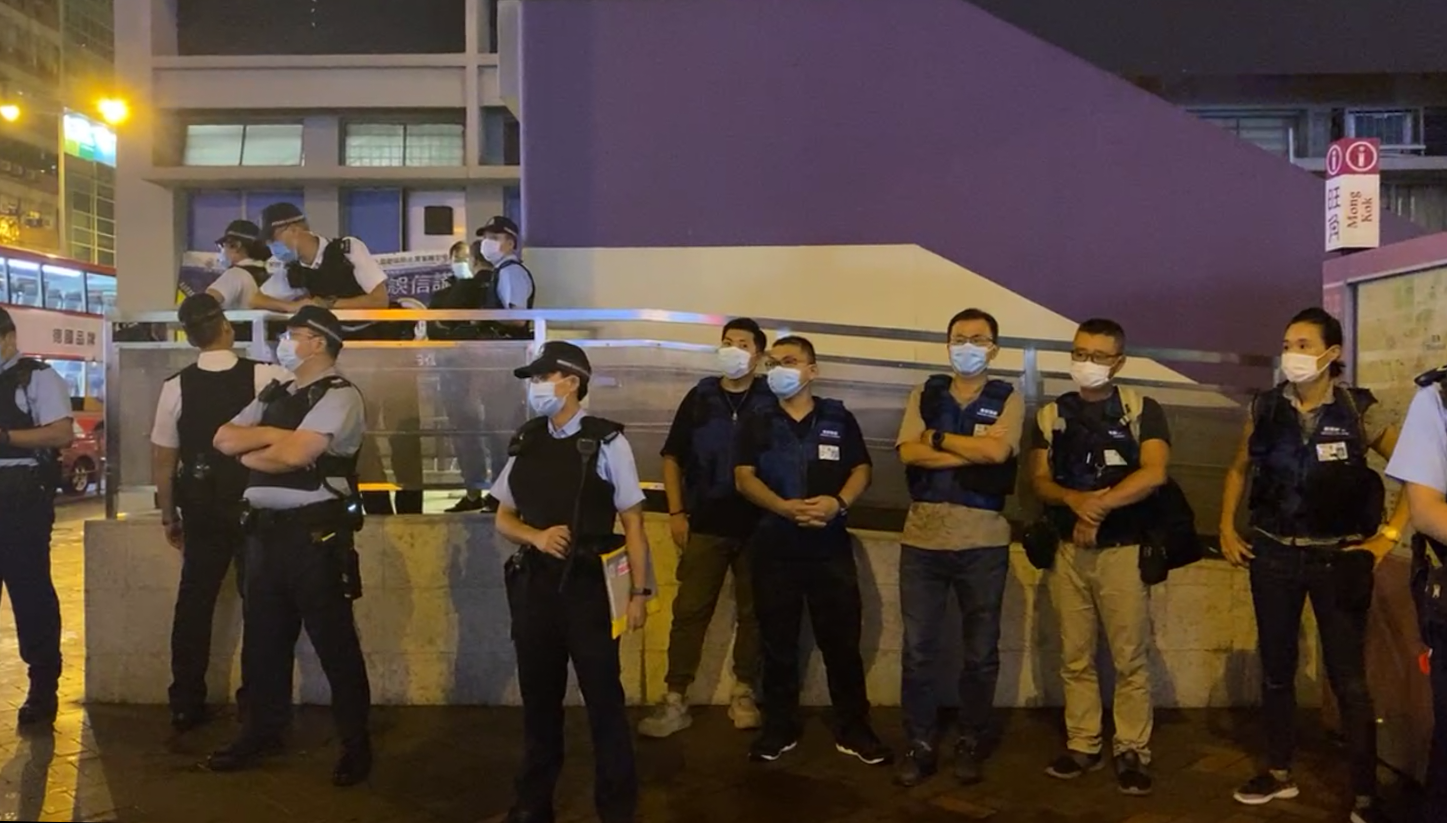
警員港鐵太子站出口一帶佈防
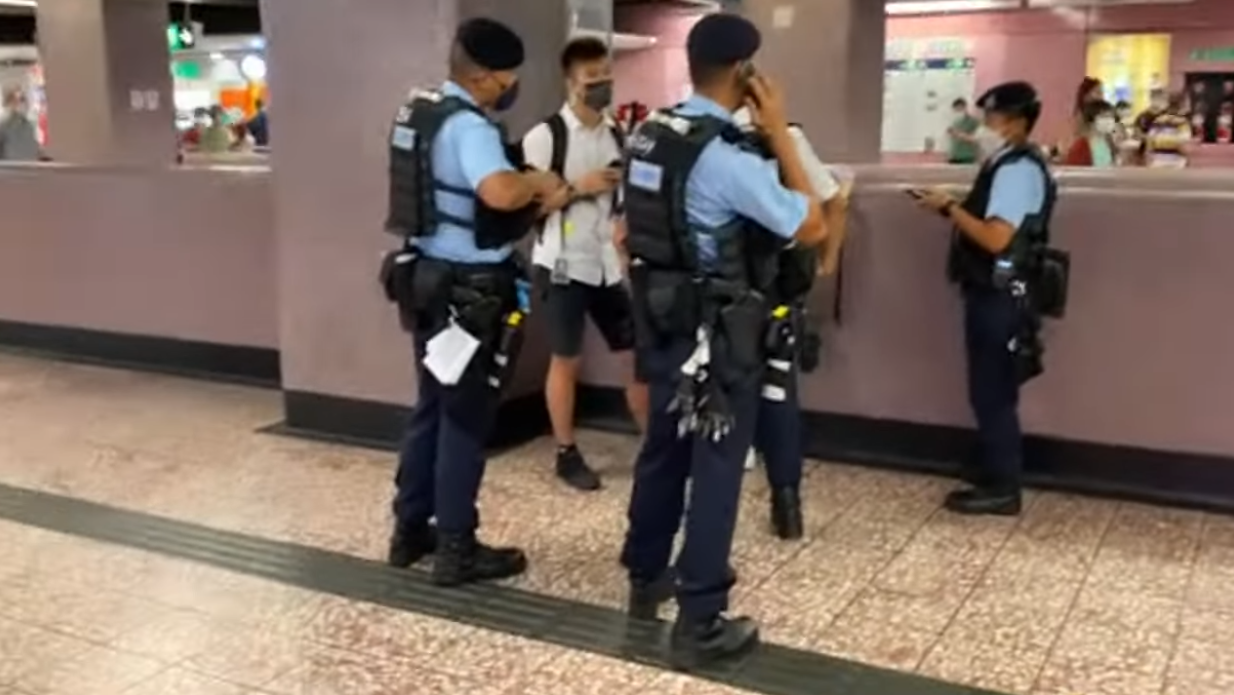
機動部隊警員在太子站大堂截查記者
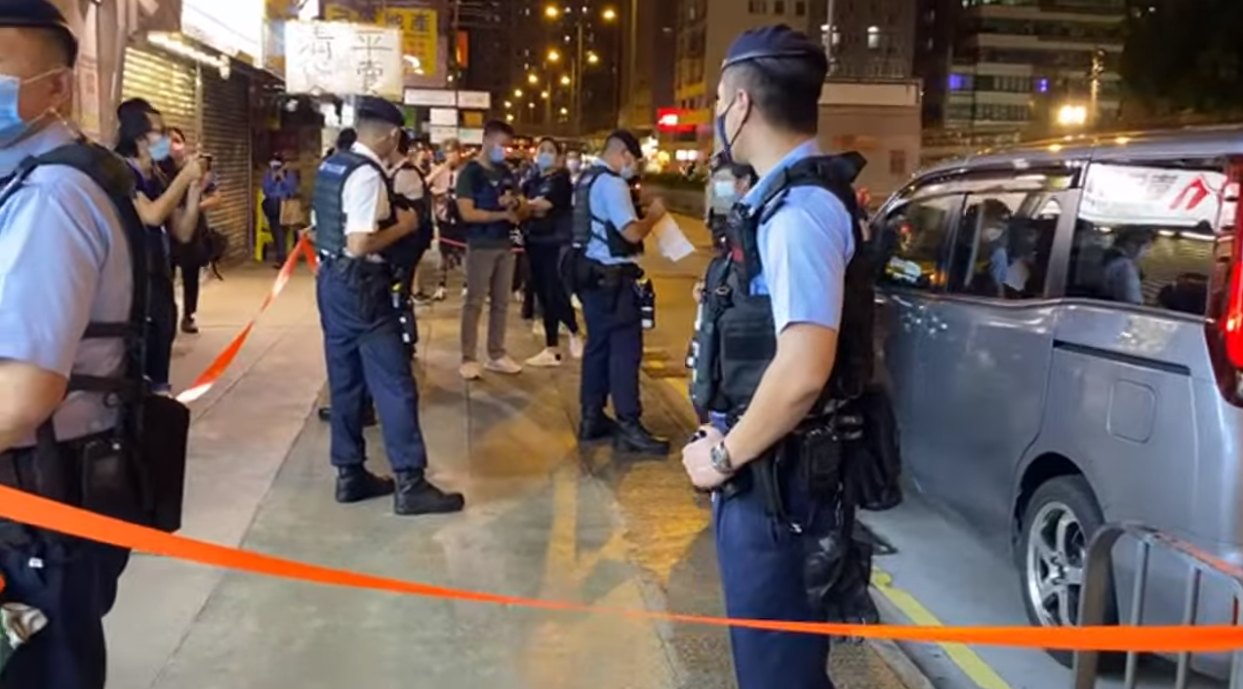
警員截查在彌敦道停泊的車輛
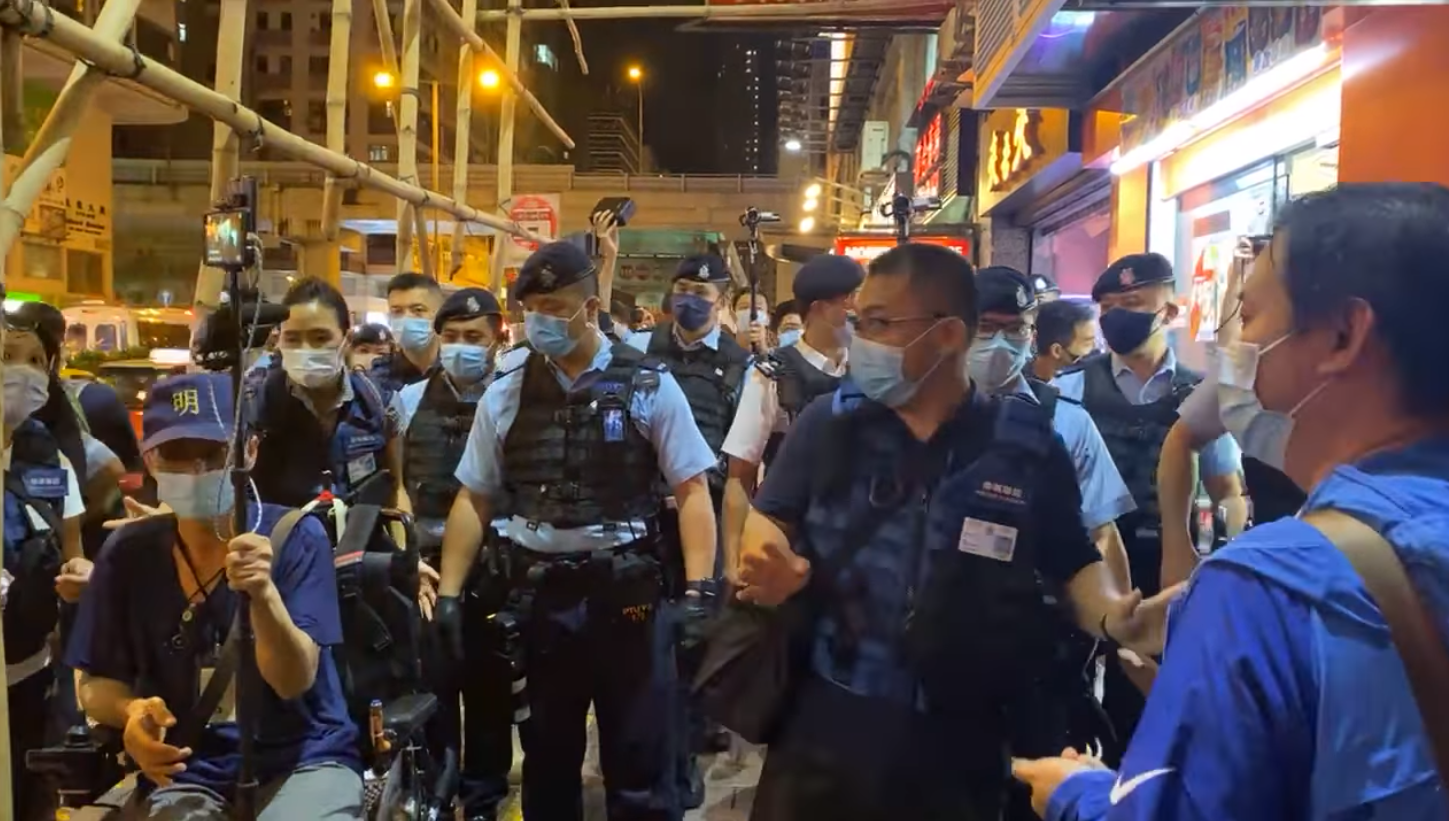
警員一度築成防線，在彌敦道行人路進行清場
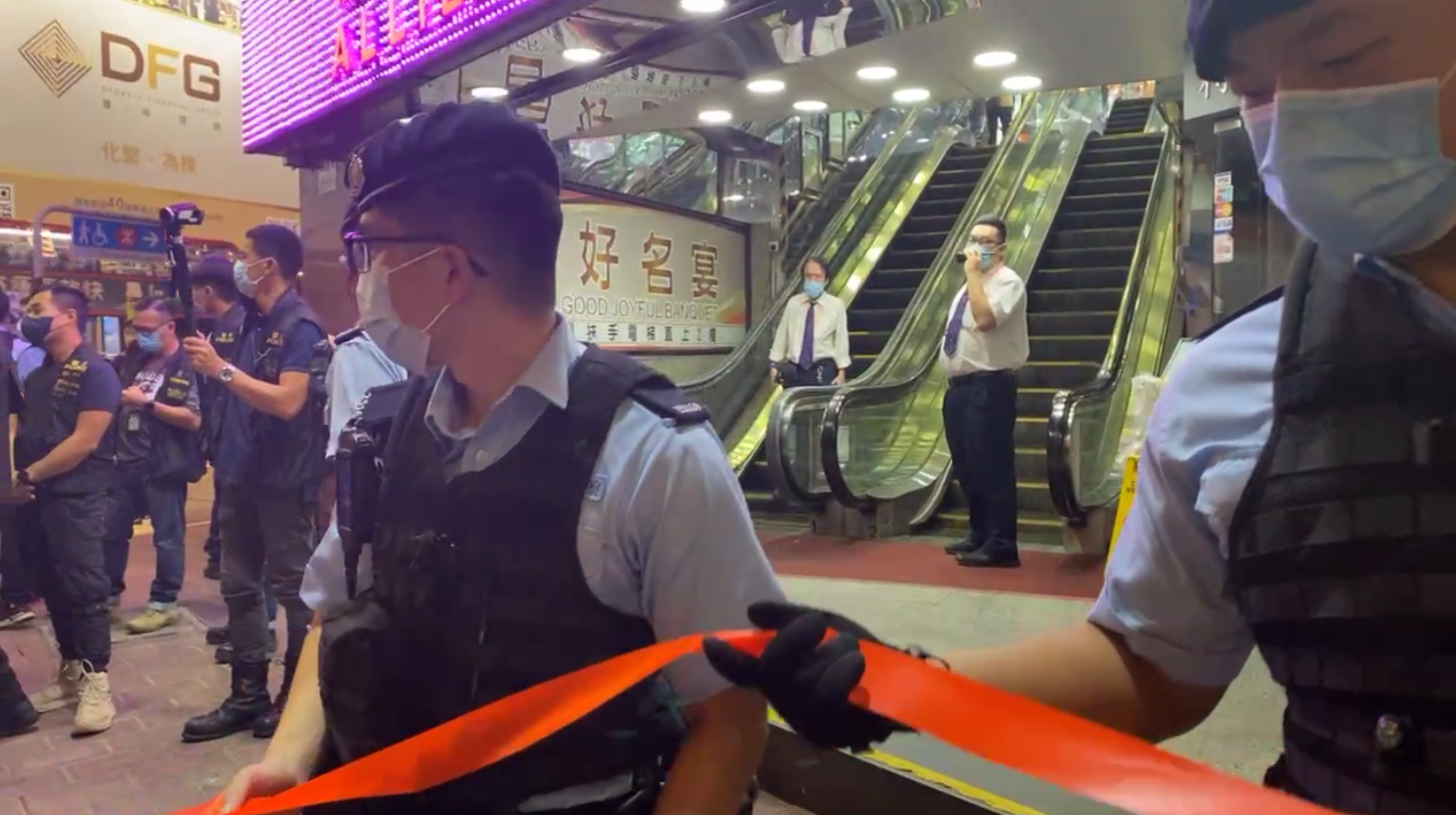
警員一度圍封聯合廣場出入口

而海外多個港人居住的國家，如英國和加拿大都有相關紀念活動。在英國諾丁漢，有港人組織舉辦「被時代選中的人」的大型抗爭默劇，重演8.31晚上無差別襲擊的畫面。在加拿大多伦多赖士民广场（Mel Lastman Square），由多倫多家長會與港加聯合辦的多倫多太子站有近700人參與紀念活動。大會邀請了亲身经历事件的见证人小希分享，活動亦搭建了「太子站」样板，让參與者献花悼念。在溫哥華，組織Vancouverites Concerned About Hong Kong於百老匯市政府架空列車站(Broadway City Hall Station)舉辦燭光晚會。

### 三周年

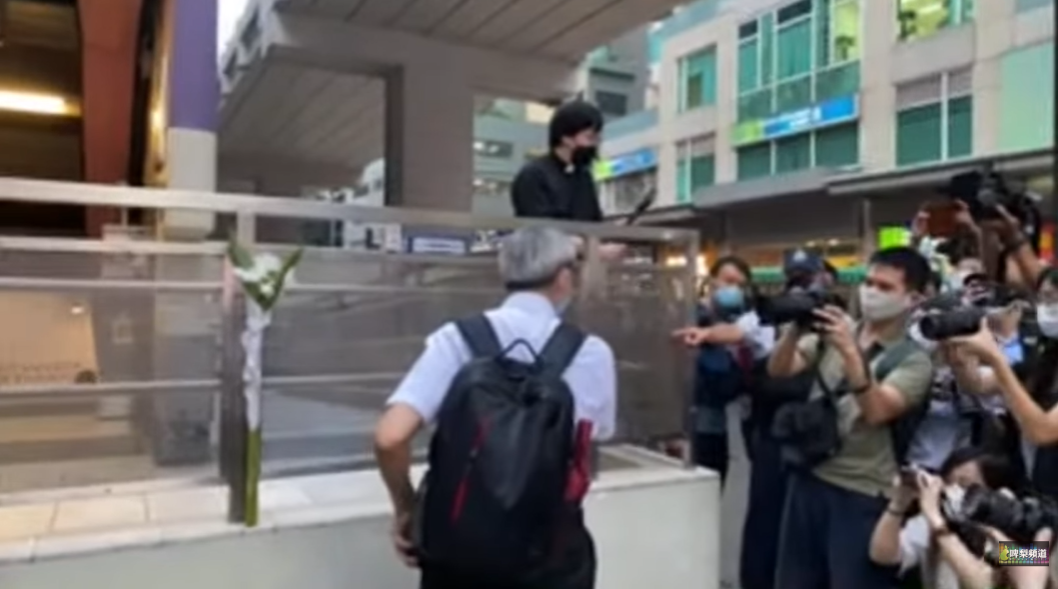
警員警告擺放鮮花的市民必須取走，否則可能票控亂拗垃圾

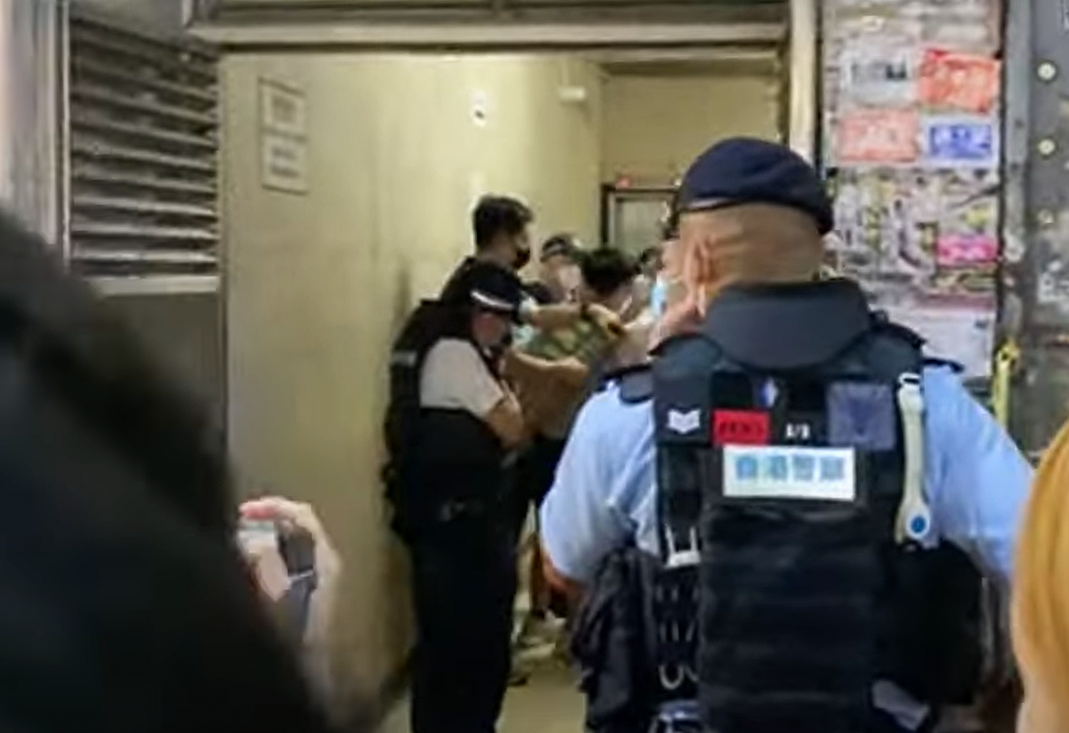
傍晚約6時半，一名15歲男童在太子站B2出口外的大廈入口被制伏

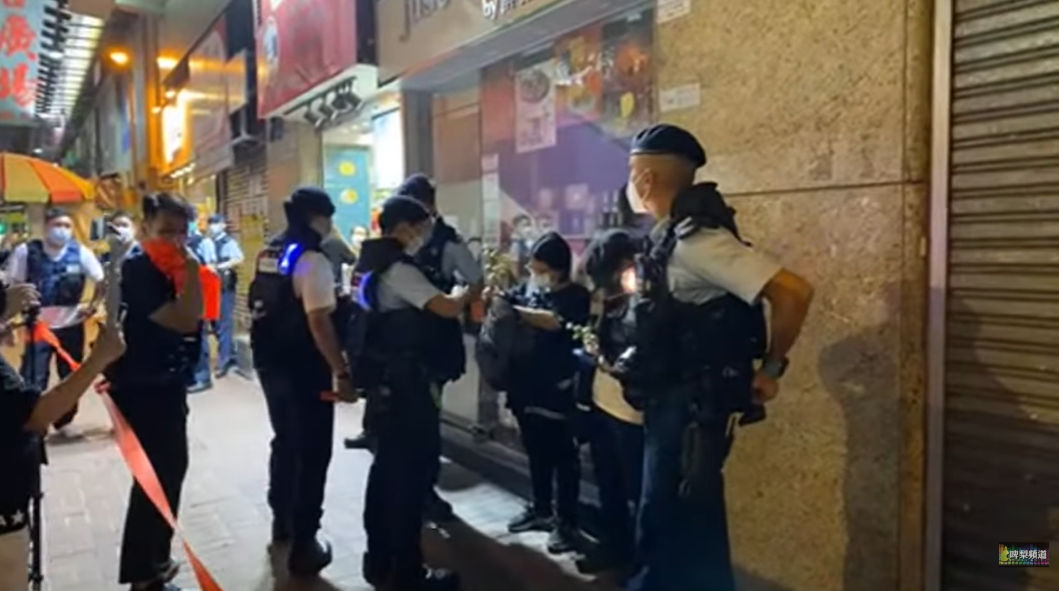
晚上，警員截查手持鮮花的市民

2022年8月31日為事件三周年。事件傷者之一的Simon接受獨立記者採訪，他憶述和朋友聚會完畢後，準備乘港鐵回家，但在旺角站上觀塘綫往調景嶺的列車時發現車內有人爭吵，於是在太子站下車，轉乘荃灣綫往中環的列車。當天在太子站首先發現身旁開始有人奔跑。在他徬徨之際，便突然遭毆打頭部，令他失去平衡，撞在柱子上未及反應，隨即再被「毆第二棍」。當時他轉身一看，便見到到有約十名穿黑色制伏的速龍正在向乘客揮動警棍。有警員再次向他揮動警棍，令他倒在地上。
當時他身上沒有任何武器、沒有攻擊任何人、沒有用粗口鬧警員，甚至不是穿黑衣，頭部需縫14針，後此留下三條長疤痕，他不禁想：「點解我要承受呢啲痛楚？(為何我要承受這個痛楚?)」、「點解係一個17歲嘅中學生去承受呢個痛苦？(為何是一個17歲的中學生去承受這個痛苦?)」
Simon一直希望尋找當天打他的警員身份。他曾經展開民事訴訟，希望法院命令交出警員身份，惟最終失敗：「其實我係不斷遭受緊制度嘅暴力 (其實我不斷遭受到制度的暴力)」、「真正需要為成件事負責嘅人係完全可以有覺好瞓。(真正需要為這件事負責的人卻可以睡得安穩)」
三年來，他希望尋找到真相，只是社會氣氛令他體會，自己或離真相愈來愈遠，記住是他唯一可以做的事：「有些人會形容，我們是香港最後一班還在發夢的人，這都是一場夢來，但是這場夢我們發得心甘命抵。 (有些人會形容，我們是香港最後一群還在做夢的人，這都是一場夢，但是這場夢我們夢的心甘情願。)」
在當日晚上，大批軍裝警員在太子站一帶戒備。其中不時有民眾帶小孩手持白花在B2出口外悼念。到傍晚6時，站內有至少5名警員駐守，均穿上戰術背心，截查身穿黑衣、戴黑色口罩的市民，登記個資後放行。有中年男子將一束白花，放在站外的鐵欄邊並拍照，在場警員要求他將花束拿走，否則可能票控他亂拗垃圾，警員又強調「我哋最注重警民關係」。 該名男子多次反問警方「我亂拋圾圾？我係放低影相」，警方則重申要求他將花束拿走，男子最後照辦並離開。事後警方在場廣播，呼籲在場的人不要做出煽動行為，包括獻花。傍晚約6時半，一名15歲男童在太子站B2出口外的大廈入口被制伏，期間不斷掙扎，稱自己只是拍攝現場和多次表示自己做完手術，要求警方：「你唔好搞我！」、「你唔好掂我，我唔郁好冇！」之後在地上吐出白泡。而警員指男子是拒捕，之後被鎖上手扣帶上警車離開。其後指控他公眾地方行為不檢及拒捕，交由旺角警區刑事調查隊第十隊跟進。 晚上約9時，一名41歲男子懷疑曾與現場的人口角，被警員帶到一旁勸戒，男子突然情緒激動，大叫「唔好影！」並揮動手臂，隨即被警員制伏並鎖上手扣，帶入旺角警署。
在海外繼續有紀念活動。英國有12個城市以哀悼集會、圖片展覽、默站快閃、人鏈等重提警員當日的情況。
事隔3年，警方、消防處、政府官員和港鐵高層均有升職，時任局長保安局局長李家超更躍升做特首。而當時多名關注事件的時任民主派議員先後被DQ議員資格或辭去議員一職，部分更因參與民主派初選被控串謀顛覆國家政權，事後作跟進報導的傳媒，包括《立場新聞》和《眾新聞》亦已經停運。

### 四周年
2023年8月31日為事件四周年。警方发言人稱網上有人不斷散播不實信息，意圖煽動他人於今日前後作出「軟對抗」或相應的實際行動，對此極度關注，並形容當日的事件“純屬子虛烏有”。呼籲市民切勿誤信網上煽動性謠言及參與違法活動，又指警方會果斷介入，嚴正執法。而太子和旺角一帶有大批機動部隊警員戒備，並截查市民，包括帶着鮮花者，同時警告他們不要獻花及鞠躬。警方戰術巴士在附近戒備。

### 被Instagram列不實資訊
2020年3月末，有網民社交平台Instagram上載由梁柏堅拍攝當晚速龍小隊及防暴警察在太子站月台制伏多人及進入車廂打人的片段，長達3分7秒，但片段無法顯示，只顯示「不實資訊」及「已經過獨立查證機構查證」，用戶需要按「查看帖文」才可觀看影片。印度 Fact Check 公司Boom Live將影片標注為「不實」，表示片段在印度流傳，並輔以描述指片段中是警察對中國懷疑2019冠状病毒病患者採取行動，和事實（反修例運動中其中一項事件）不符，因此將其列為「不實」。其後Instagram移除「不實資訊」及「已經過獨立查證機構查證」標籤，但仍然有其他用戶發佈的片段仍然被錯誤標籤。

### 小學生在警隊模擬港鐵車廂手持警方分發的假槍指嚇同學頭部
2021年4月15日香港特區政府新設的全民國家安全教育日，當日在香港警察學院舉辦宣傳活動。《路透社》拍攝到一群包括保良局金銀業貿易場張凝文學校在內的小學生，在警察戰術訓練大樓的港鐵車廂，手持警方分發的假槍指嚇同學頭部，輿論紛紛形容有如重演當日速龍小隊成員無差別襲擊毆打乘客。台灣聯合新聞網形容小孩是學習香港警察們，如何在地鐵站裡暴力鎮壓香港人，並將相片與太子站襲擊事件影像並列，警方儼如對小學生灌輸暴力的洗腦教育。
翌日，警務處處長鄧炳強出席立法會財委會特別會議時表示，舉例指今日有報章頭條將昨日警隊開放日，一班小學生在警隊設施中玩得很開心、天真爛漫的畫面，抹黑成與「黑暴」有關。他批評媒體的做法非常不道德，不單止傷害小朋友的心，同時反映有人想用恐嚇的方法，抹黑想親近警隊的人。
香港教育大學教育政策與領導學系講師許漢榮質疑鄧炳強攻擊傳媒的言論及辯解，許漢榮指出問題在於警方當日讓學生公然拿起假槍在模擬車廂內指向其他人，許稱「究竟警察要帶甚麼教育訊息給小學生？」教協副會長田方澤亦也質疑警察學院的活動設計是否恰當，要帶出何種教育意義，不明白為何有需要向小學生派發玩具槍。立法會議員鄭松泰質疑國安教育是否就是由警察教導兒童將來在地鐵站內打其他人。

### 花墟園藝店務員被控藏萬用刀摺刀 獲判無罪
2020年7月31日為太子站事件發生11個月，一名在旺角花墟「繽紛園藝」工作的店務員往公司交還工具途中，在旺角遭到警員截查，並搜出萬用刀及摺刀，被控公眾地方管有攻擊性武器罪。被告表示不知道當日有相關活動，不過裁判官香淑嫻裁定案件表證成立。到5月25日。裁判官香淑嫻考慮到被告並非全黑裝束，亦沒有防護用具，而截查地點氣氛平靜和沒有示威發生，裁定被告罪名不成立。

### 區議員林兆彬 表示不再為8.31收花
在過往的8.31太子站事件，油尖旺民主派區議員負責替市民收花和獻花。不過林兆彬接受《蘋果日報》訪問時表示，在政局不斷變化下，特別是區議員宣誓的條例草案生效，加上每次獻花活動有國安署人員到太子站監視。決定由今個月起將不再接受收花，但承諾當日晚上繼續作被捕支援服務。他形容政權認為獻花收花亦代表散播仇恨。

## 各界反應

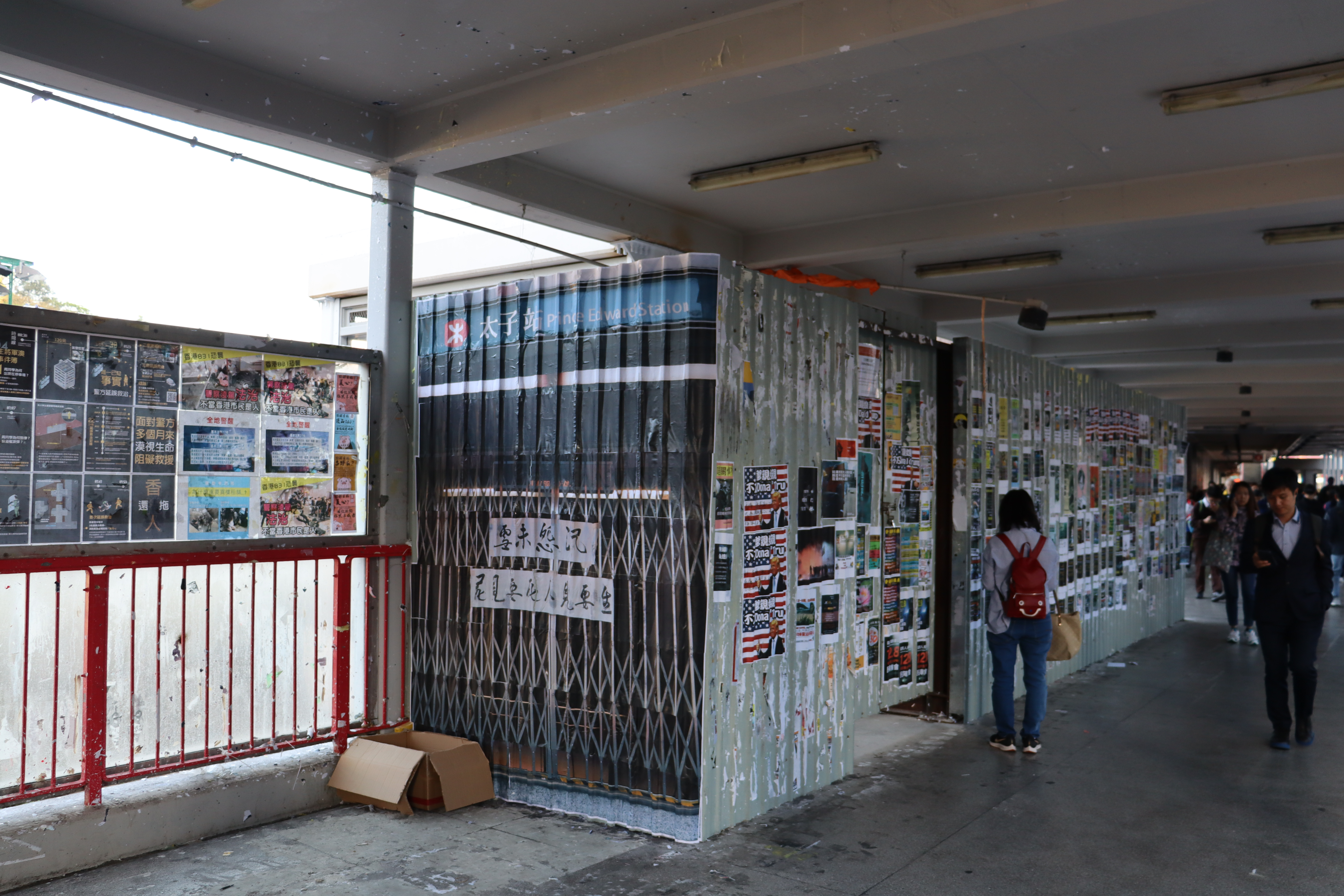
位於荃灣站的太子站模型

### 傷者
一名當時年僅17歲的少年在事件發生3週年前接受獨立記者訪問，他表示自己回家路上被速龍三度毆打頭部，最後縫了14針，頭上並留下三條永久疤痕。而他表示仍然保留事發當日被染紅的熊貓T恤和當年的覆診紙。雖然他曾經嘗試透過民事訴訟公開警員身份，但最終失敗。他表示自己不斷遭受制度的暴力，又指香港就像一艘正在沉沒的船。

### 警方
警方在事件後拘捕十多名市民。警方在記者招待會中稱有示威者在雨傘遮擋下更衣，喬裝成普通市民，增加拘捕難度，承認難以區分示威者與普通人。當被記者問及有沒有拘捕事件中揮動鎚仔的「撐警」人士，警方發言人只回答沒有補充。被問到接報爭執列車（A167/A168）是3號月台，警察卻衝入4號月台列車（A257/A282）噴椒揮棍，警察解釋俗稱是因為有「遮陣」（雨傘陣），認為要介入處理。
時任警察公共關係科高級警司余鎧均指出當日有激進示威者破壞港鐵旺角站設施後，到月台乘車離開時換衫「喬裝市民」，強調警方「有專業能力分辨示威者和普通市民」。
2020年3月7日，警務處處長鄧炳強出席一個電台節目時，表示「8.31」太子站並沒有死了人，認為是假新聞。到同年8月末，他接受香港開電視節目訪問，他將太子站襲擊事件扣連國家安全，斥有人刻意散播「太子站打死人」謠言，說「可能過去一段日子， 有些人想危害我們國家，或者香港安全，有組織煽動好多人去做些平時不做的行為，散布一些不正確的思想，或者剛才說8．31有死人傳聞，我們相信是有些不知是什麼的勢力，好想危害國家或者香港安全。」

### 監警會
監警會發布反修例運動審視報告，中文版逾千頁，其中「831太子站事件」為其中一個獨立章節長達63頁，指去年8月31日關閉太子站出口是一項實際可行的措施，「警方需要查問站內的示威者， 以確定其身份。這些示威者有機會離開車站。當警務人員在車站內採取執法行動或查問可疑人士時，關閉出口可以有效阻止許多裝扮成一般乘客的示威者離開。」、「面對警方的拘捕行動，示威者負隅頑抗。關閉出口可以防止這些示威者逃離車站。」監警會指，831之前發生過數宗示威者企圖搶奪被捕人士的事件，認為關閉太子站可以阻止其他示威者進入站內支援示威者、襲擊警員、破壞站內設施，而且港鐵於當晚10時53分已經宣布疏散太子站，11時10分暫停了列車服務，普通市民不會進入太子站。「在這個情況下，監警會認為關閉出口似乎屬合理的決定。」
但監警會沒有針對警方使用武力作出評論，但在「監警會觀察」部分一再引述警方解釋：「這些示威者散佈在港鐵月台各處，包括匿藏在4號月台（ 荃灣綫往中環方向） 的列車車廂內， 亦即3號月台對面。當警務人員進入4號月台上的列車車廂時， 隨即被十多名暴力示威者用雨傘及利器襲擊。據警方表示， 警方因此使用所需的最低程度武力去控制及制伏示威者，包括使用警棍和胡椒泡劑。」
不過，監警會亦指出警方應從831事件中汲取教訓，並建議警方管理層就以下各項進行檢討：
(a) 檢討警方使用武力拘捕大量示威者的執法行動策略；
(b) 檢討警方在港鐵站內或人多擠迫的場所採取執法行動的策略； 
(c) 檢討警方內部及與其他部門在大型行動中的協調工作，特別是 涉及關閉場所入口，並制定程序和指揮架構，以便有效溝通和 協調工作；
(d) 制定方案，就警方經已採取或正在採取的執法行動加強與公眾的溝通，並提升警隊工作的透明度，以防範不必要的無根據或 惡意的揣測和傳言。在這方面，應加強宣傳和公眾教育，讓公眾認識處理失踪者及死者的程序；
(e) 因應公眾使用社交媒體的情 況日益普遍，應提升警方相關團隊 監察社交媒體的能力，制定程序和制度以迅速及有效地處理公眾的關注和不實的惡意消息，並通過相同的媒體作出反駁； 
(f) 檢討在大型行動中如何為記者提供協助，而不會對警方的執法行動造成阻礙；
(g) 檢討警方向公眾發放資訊的機制，以提高透明度，例如警察公共關係科可適時向公眾交代和更新太子站事件的情況，以減輕公眾的憂慮和消除揣測或傳言；以及
(h) 檢討主動與其他部門或機構召開新聞發布會的制度。

### 港鐵
港鐵車務總監劉天成表示會對於當日發生的事件作出檢討，但強調由於涉及乘客個人私隱為由，不適合公開車站當晚的閉路電視片段。他調強調當晚發生大型衝突需警方協助，亦相信政府部門會調查事件。而車務營運總管黃琨暐指當晚站內的閉路電視和鐵路系統設備受到破壞，對翌日未能重開感到抱歉。港鐵對不負責任的行為感憤怒，並予最嚴厲譴責。
港鐵9月10日透過新聞稿發放當晚的26張閉路電視截圖，並指出太子站內有三部閉路電視被損毀或毀壞，包括兩部位於車站四號月台（荃灣線往中環方向）的閉路電視，所以當晚的錄影片段並不齊全。

### 急救義工
有当时在现场的急救义工质疑警方过度使用武力发泄，认为示威者当时大多已离开。
急救员阿謙表示，太子站事件「係一個無差別攻擊，佢攞住警棍，企向個門後面係咁毆落去。市民無作出挑釁性行為或者攻擊，佢依然係毆落去。咁係咪一個無差別攻擊？我覺得值得商榷。向我眼中係無差別，係咪有需要動警棍？」

### 乘客
有乘客形容事件感到恐懼，聲稱即使沒有作出挑釁性行為或者攻擊，但亦被警員用警棍毆打。而月台非常混亂，不斷傳來尖叫聲，有人受到警察施以胡椒噴霧後相擁而哭，亦有人大叫警員不要打人。

### 團體
大律师公会谴责事件中警察在無合理的情況下，无差别地以暴力對待市民。
香港记者协会声明严厉谴责警方阻撓記者於公共交通工具採訪，侵害新闻自由及公众知情权。
國際特赦組織發表聲明，表示於港鐵站車廂上毆打車上無威脅的人等，其執法遠不達國際標準，而這亦只會加劇局勢，無助緩解現局。

### 香港演藝界
有網民改編關淑怡著名歌曲《一切也願意》，製作一個控訴包括太子站襲擊事件等警暴的MV，並得到關淑怡在10月25日的轉載及支持。
2019年12月，方皓玟推出新歌《人話》，其中MV包括7月21日元朗事件，8月31日及11月11日的開槍畫面，歌詞又批評警察及林鄭月娥「聽你講嘢聽到忟」。

### 大陆媒体
内地对外官方媒体《中国日报》在9月2日公布的一段视频《真相！竟然有两副面孔！》中，认为是激进示威者先动手以招致警察合理反击。其后便公布了一段事发时的录像。其录像显示，有示威者先动手后再「换装」成普通市民挨打以博取同情。该媒体在视频中也表达了支持警察的立场。

## 外部鏈接
- . 香港電臺. 2020-11-27 （英语及中文（香港））.